# Beeldenpark Zwijndrecht

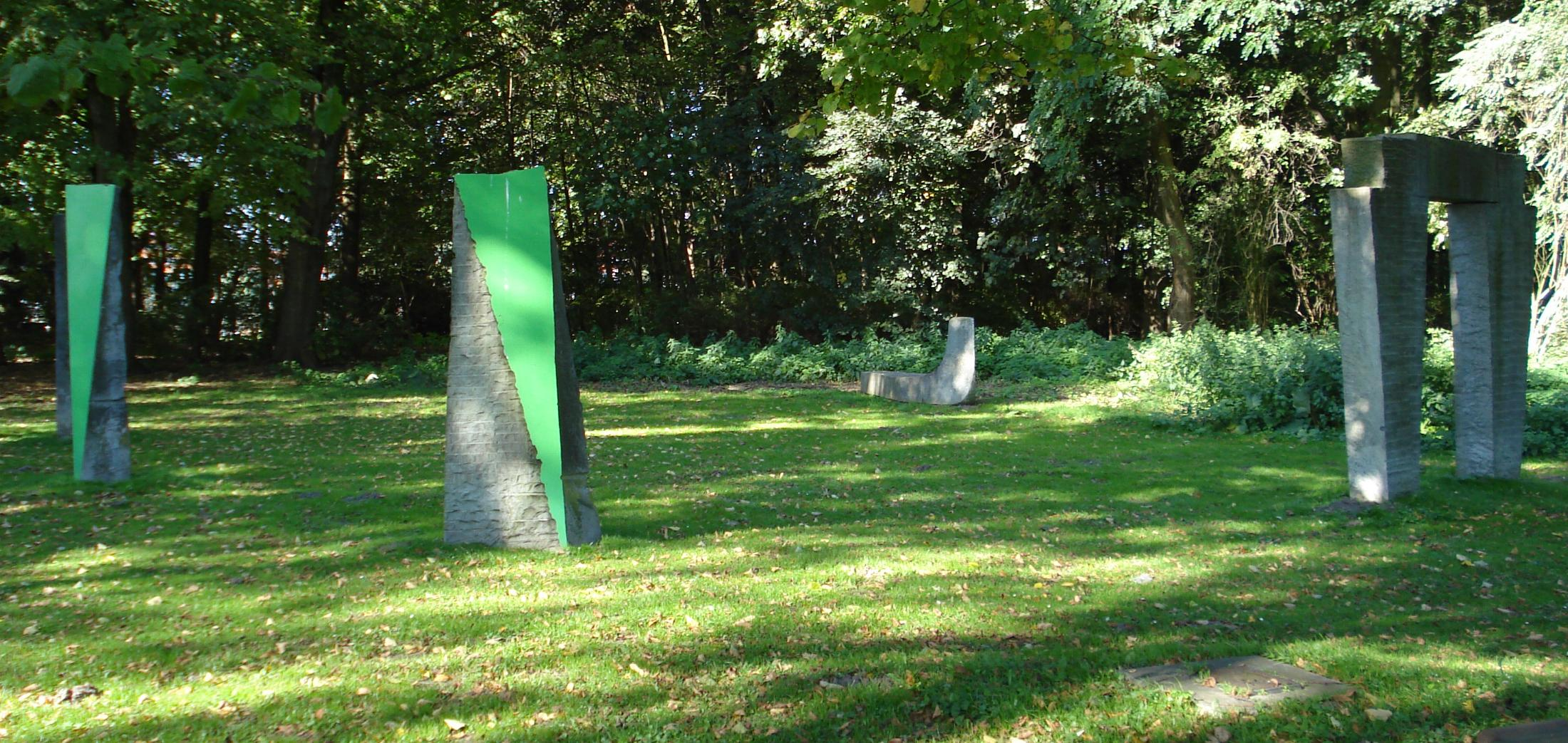
Beeldenpark

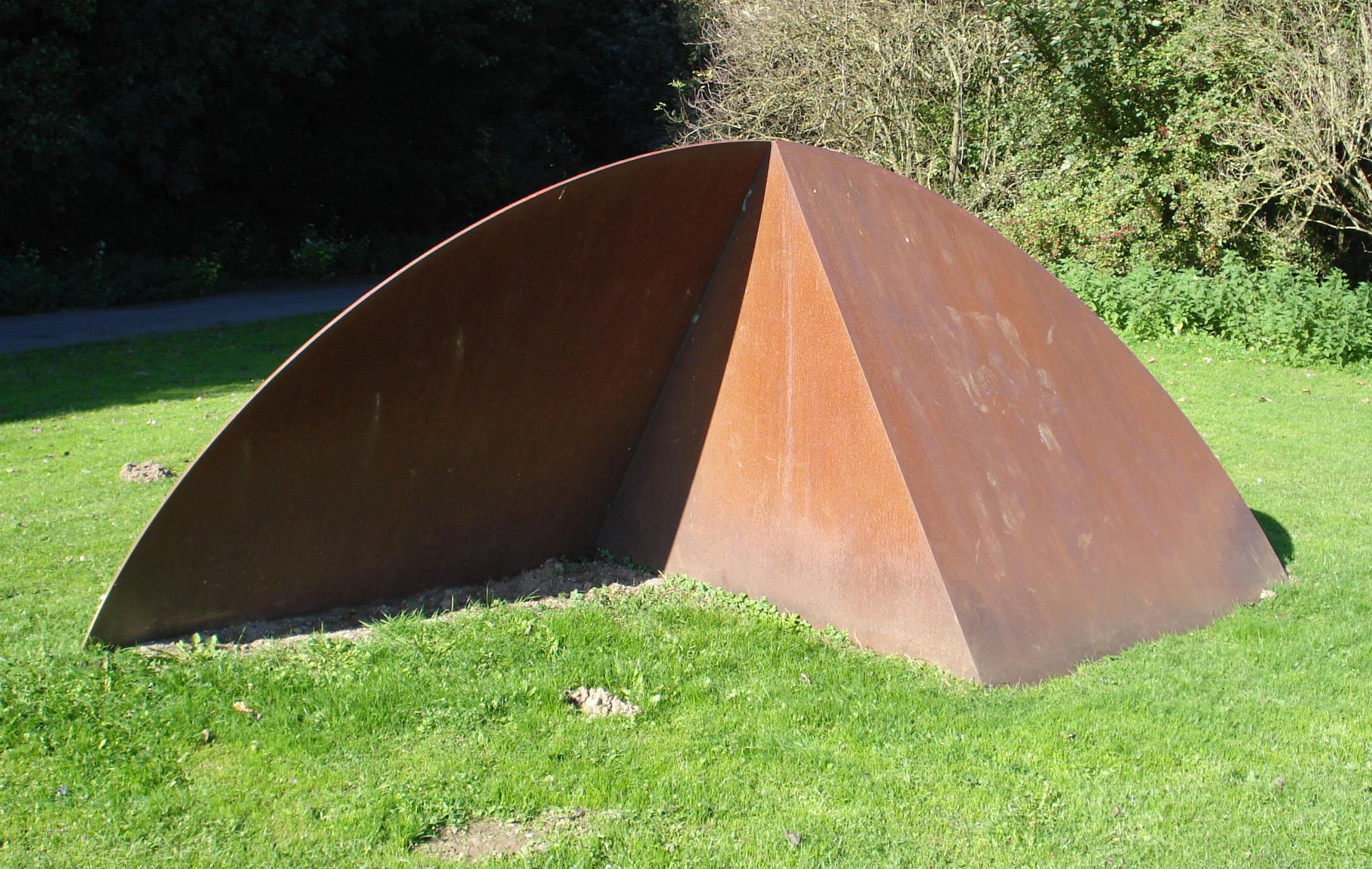
Gothic II van Lucien den Arend

Beeldenpark Zwijndrecht is sinds 1996 een beeldenpark met vooral abstracte sculpturen in het Noordpark, langs de oever van de Noord en langs de Oude Maas in Zwijndrecht, aan het Drierivierenpunt (Beneden Merwede, Noord en Oude Maas) waar ongeveer 55 beeldhouwwerken zijn geplaatst. Beeldenpark Zwijndrecht vormt samen met de Beeldenboulevard Papendrecht, dat met vooral figuratieve sculpturen in Papendrecht aan de andere oever van de rivier de Noord ligt, het Beeldenpark Drechtoevers. Regelmatig worden er beelden bijgeplaatst, weer verwijderd of verkocht.
Op de website van Beeldenpark Drechtoevers (zie externe links) is de collectie bijgewerkt.

## Beeldencollectie
Dit overzicht is mogelijk incompleet; u kunt helpen door het uit te breiden.
- 1 Arthur Spronken, "Boegbeeld"( 1975 )
- 2 Eddy Gheress, "Venus"
- 3 Rita vander Vegt, "EOS elftwaalfdertien"
- 4 Gjalt Blaauw, "zonder titel"( 1984 )
- 5 Angela Bottenberg, "Winternacht" (1988)
- 6 Joop Haring, "zonder titel" ( 2000 ) en "Bishop" (2002)
- 7 Renze Hettema, "Jacob en de engel"( 1967 )
- 8 Lucien den Arend, "Discoid Form"
- 9 Marry Teeuwen-de Jong, "Gedeelde piramide"( 1981 )
- 10 Fredy E. Wubben, "Binnenste buiten"( 2002)
- 11 Marry Teeuwen-de Jong, "Wig"( 1995 )
- 12 Leo de Vries, "Torso"( 1993 )
- 13 Lukas Arons, "Fragmenten"( 1994 )
- 14 Margot Zanstra, "Triangular duplication"( 1996 )
- 15 Lucien den Arend, "Gothic II"( 1996 )
- 16 Niko de Wit, "zonder titel"( 1985 )
- 17 Frits Vanèn, "Existentie"( 1990 )
- 18 Herbert Nouwens, "4 constructies voor een plek"( 1994 )
- 19 Wieke Terpstra, "De leeuw"( 2008 )
- 20 Egidius Knops, "Orion"( 1991 )
- 21 Jan Timmer, "Ontzet Vierkant"( 1989 )
- 22 Talking Stones, "Ontwikkeling"( 2006 )
- 23 Hedda Buijs, "Groei"( 1988 )
- 24 Benbow Bullock, "Tegenstrijdige meningen"( 1998 )
- 25 Ton Kalle, "So what"( 2004 )
- 26 Cor van Gulik, "Jurk"( 1985 )
- 27 Matti Peltokangas, "Licht, schaduw, licht"( 1985 )
- 28 Niels Lous, "Elementaire richtingen"( 1989 )
- 29 Yvonne Kracht, "Uit het vierkant"( 1977 )
- 30 Yvonne Kracht, "Uit den driehoek"( 1978 )
- 31 Gerard Höweler, "Doordringend"( 2003 )
- 32 Niko de Wit, "Leunen, overhellen"( 1984 )
- 33 Nina Goerres, "Anything goes"( 1987 )

## Fotogalerij

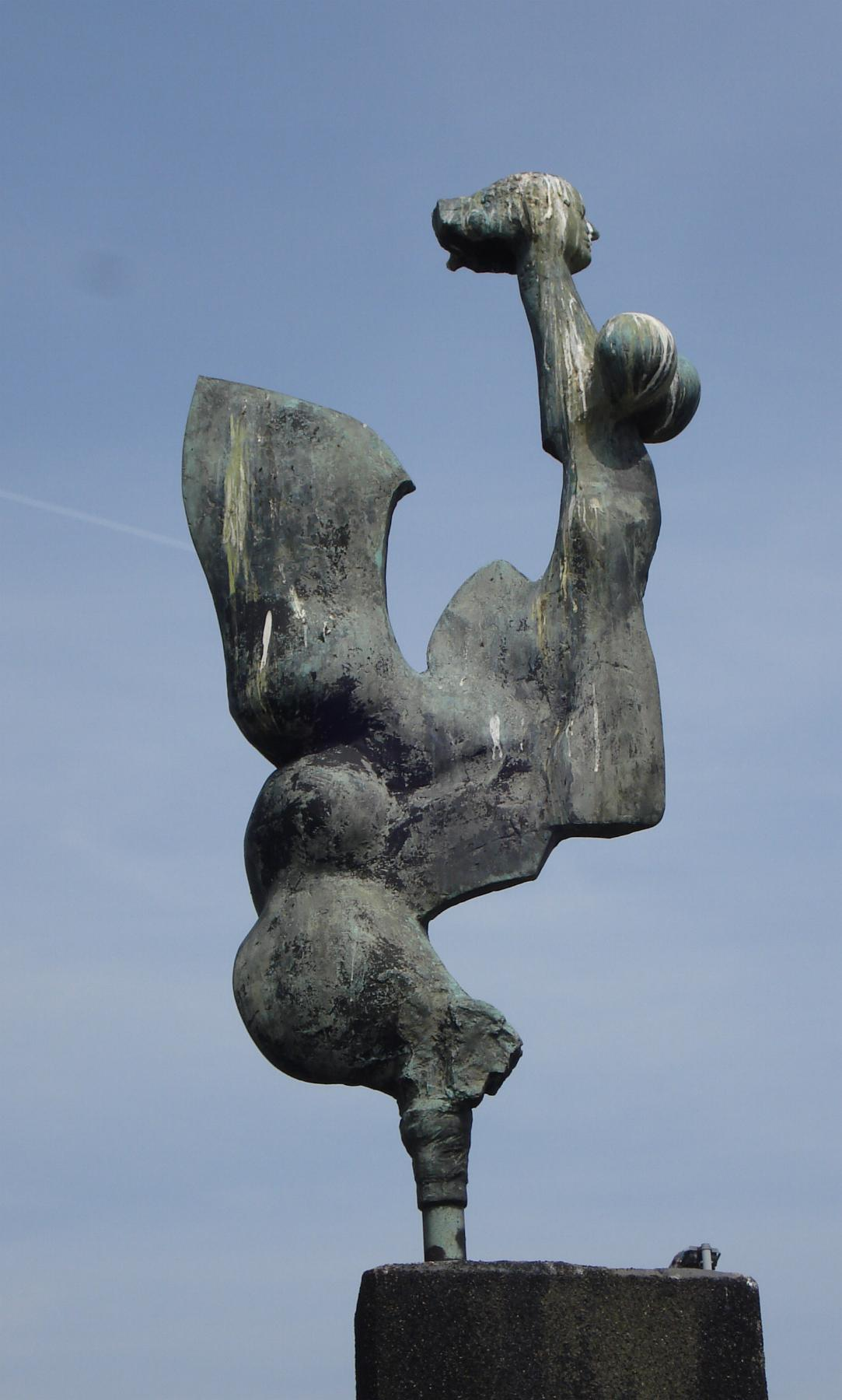
1 . Arthur Spronken: Boegbeeld
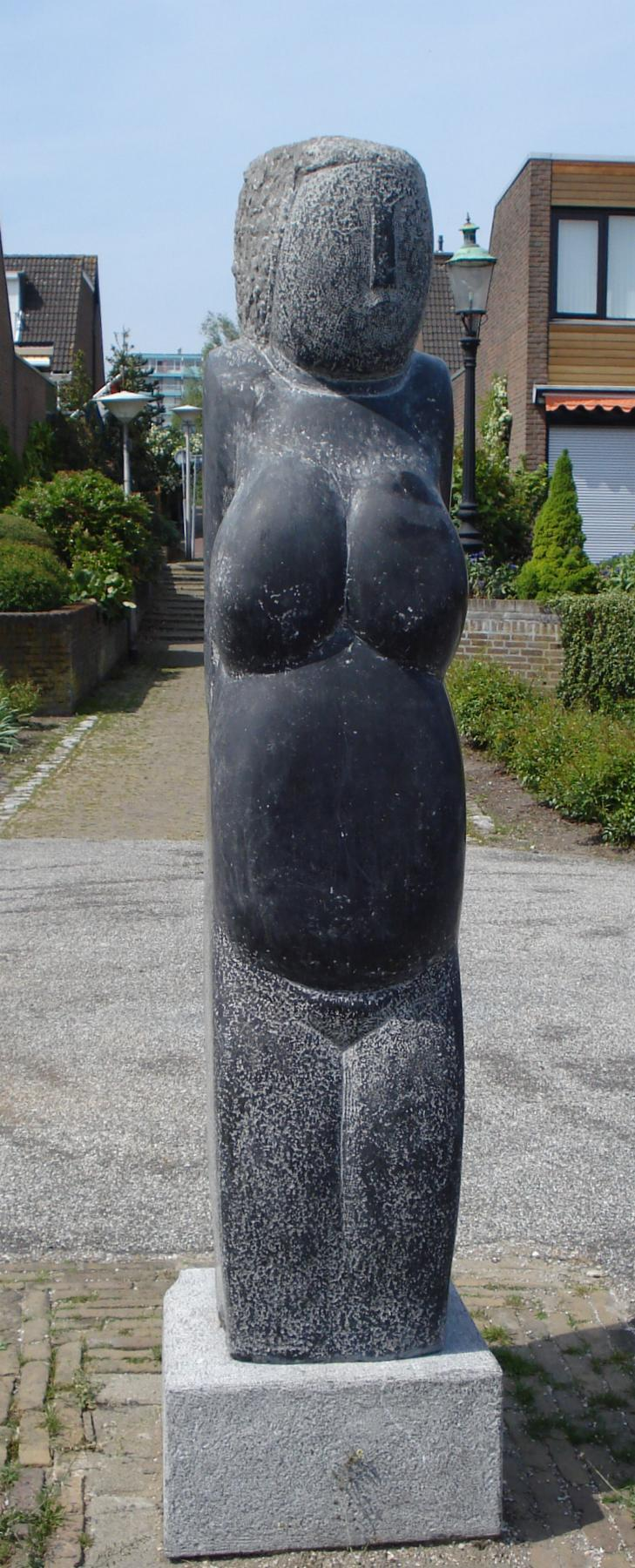
2 . Eddy Gheress: Venus
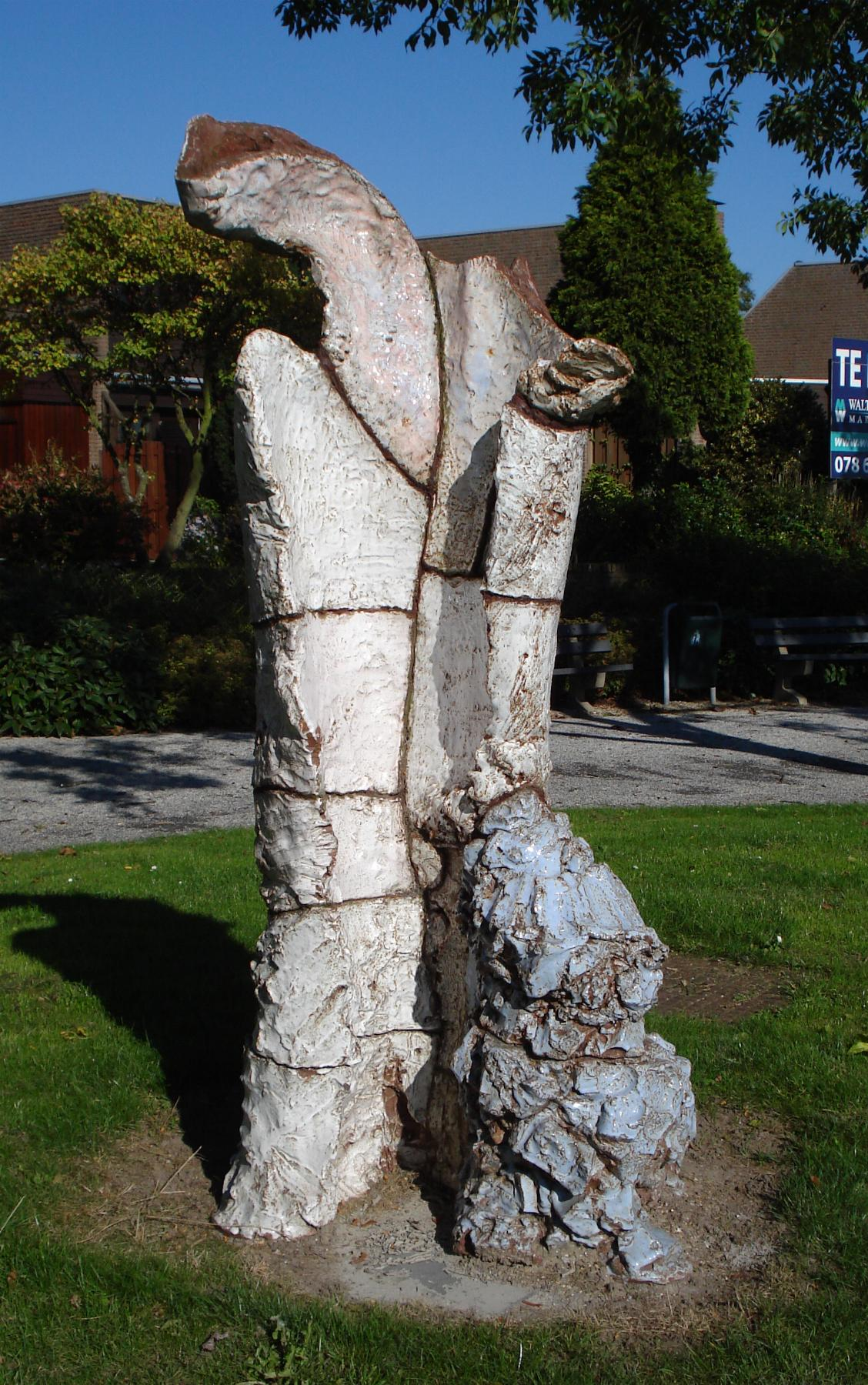
3 . Rita vander Vegt: EOS elftwaalfdertien
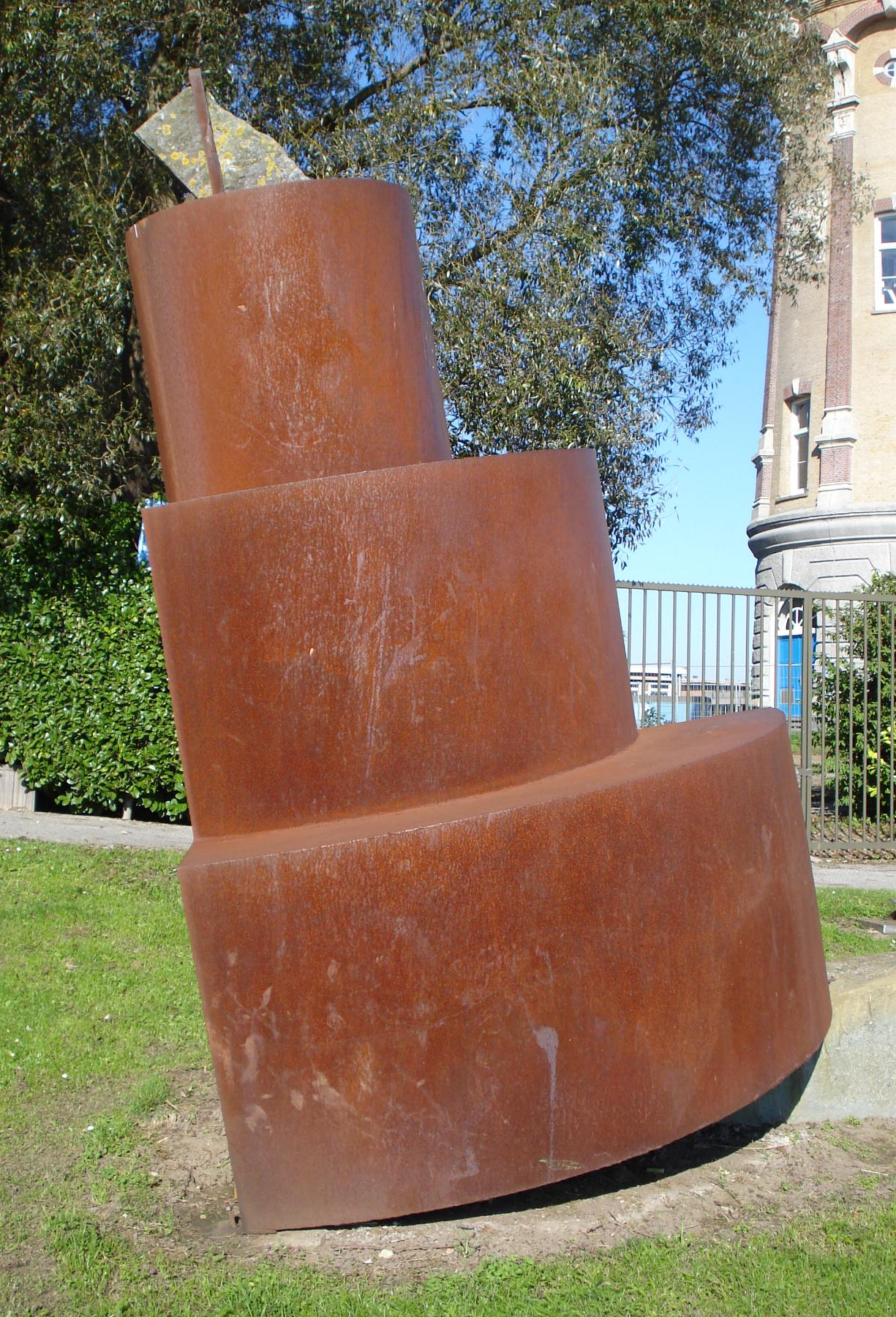
4 . Gjalt Blaauw: zonder titel
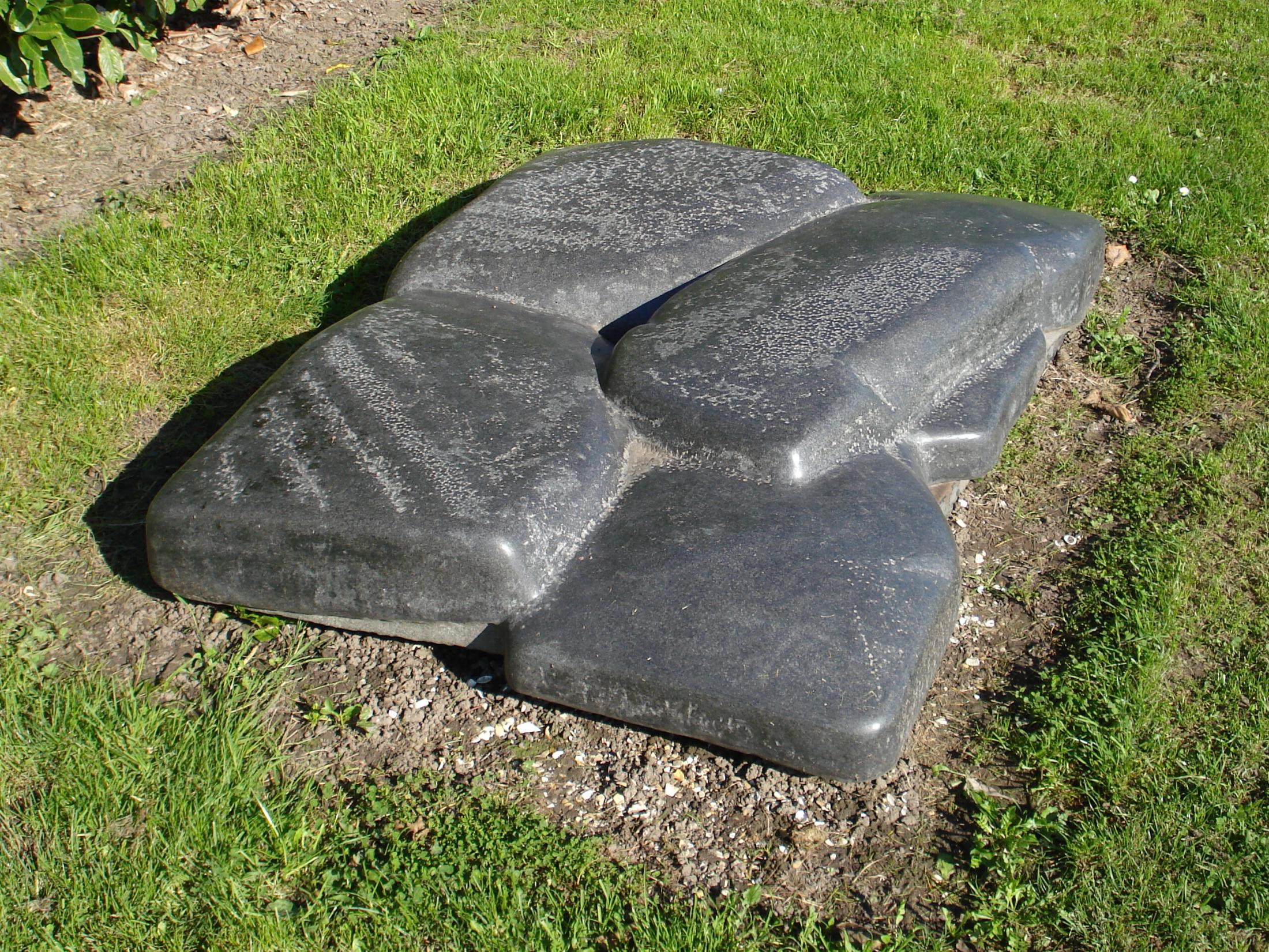
5 . Angela Bottenberg: Winternacht
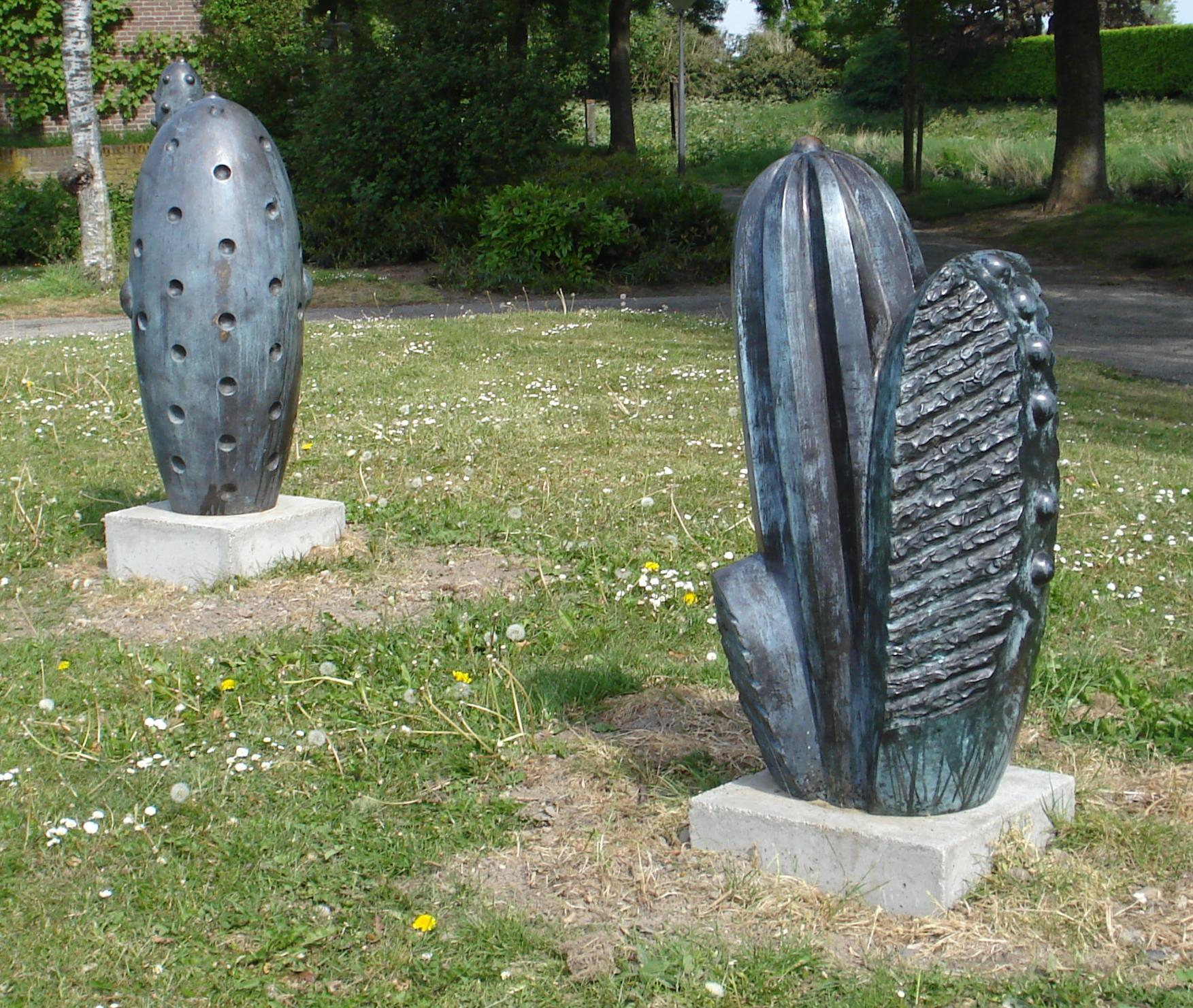
6 . Joop Haring: zonder titel en "Bishop"
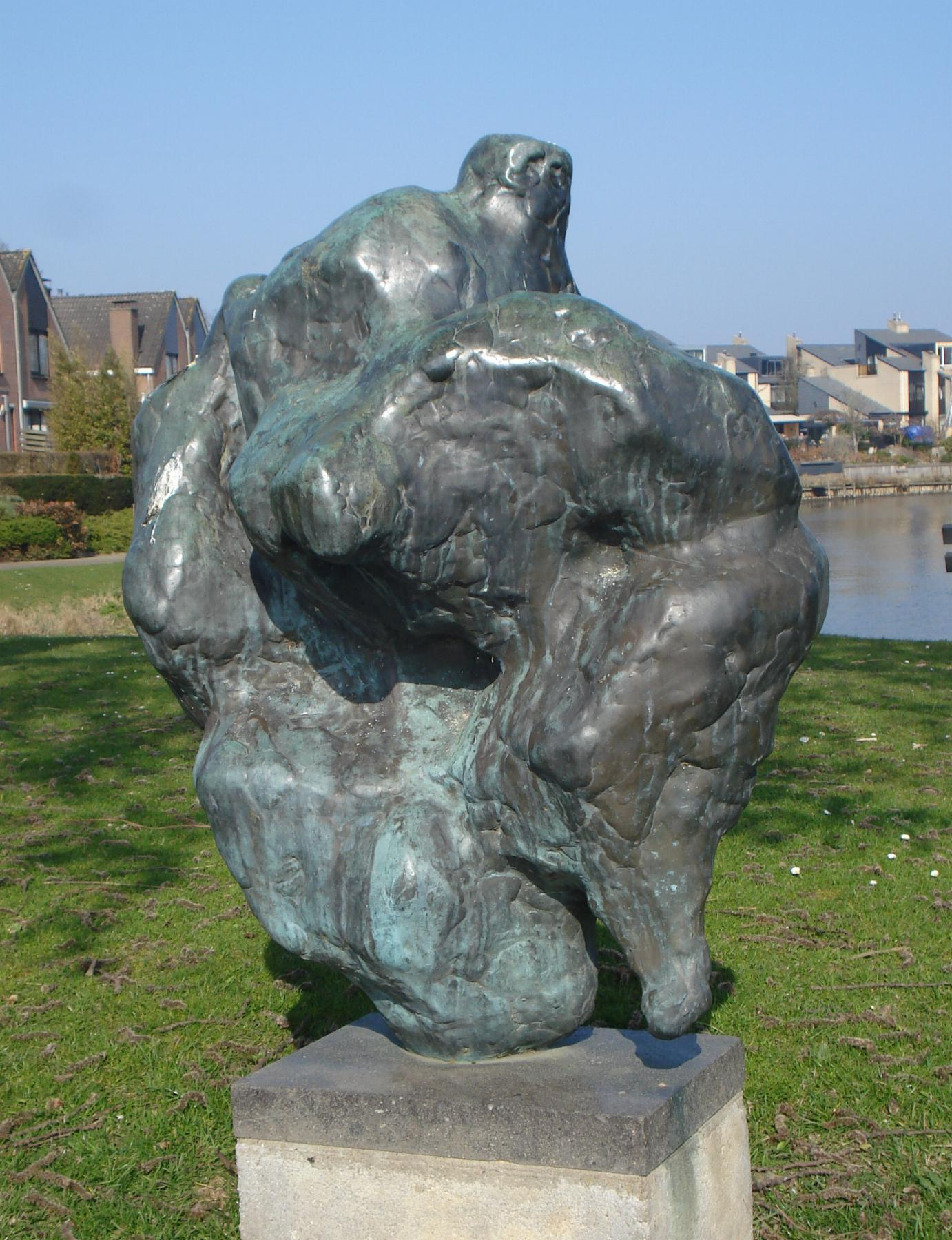
7 . Renze Hettema: Jacob en de engel
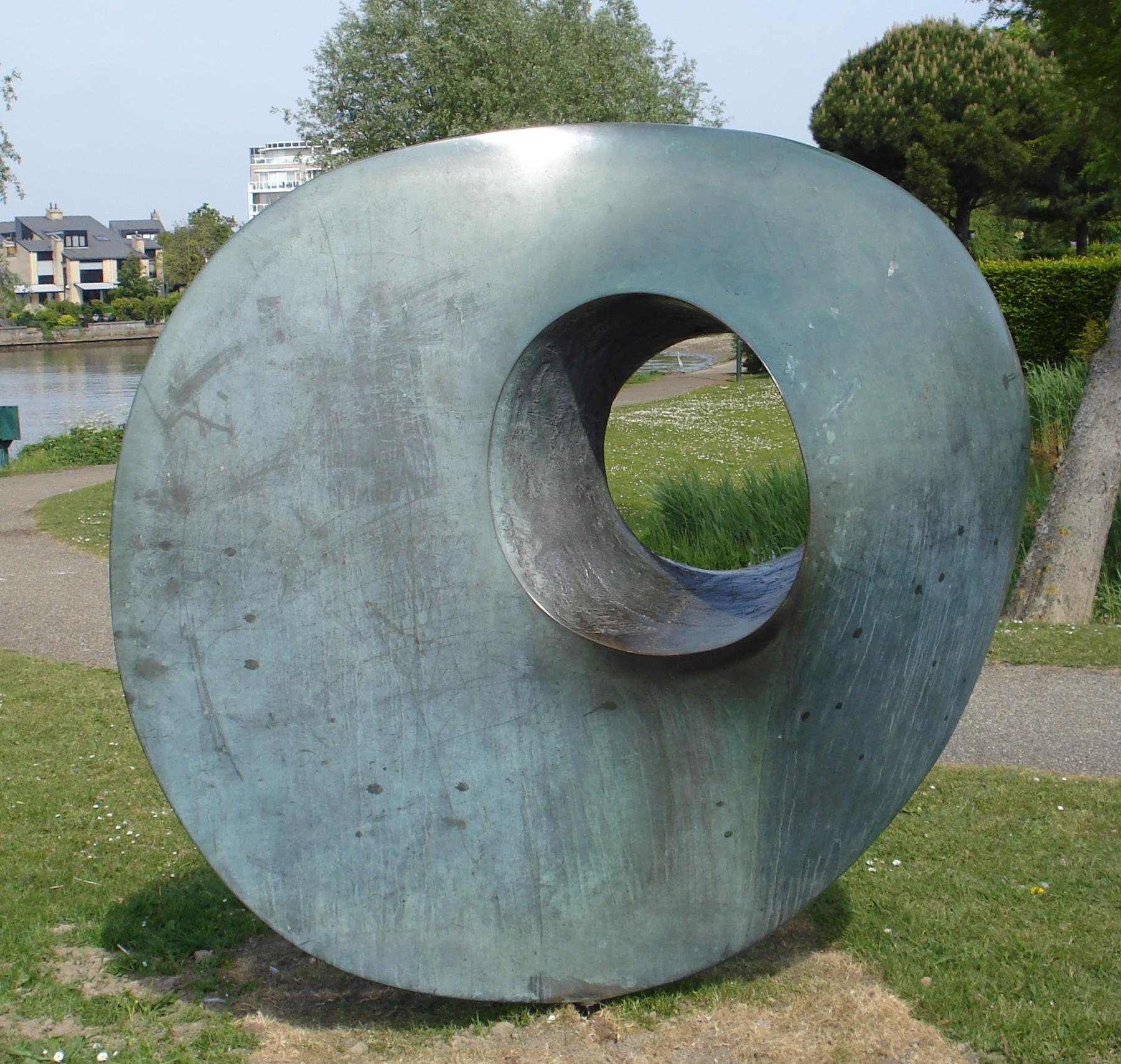
8 . Lucien den Arend: Discoid form
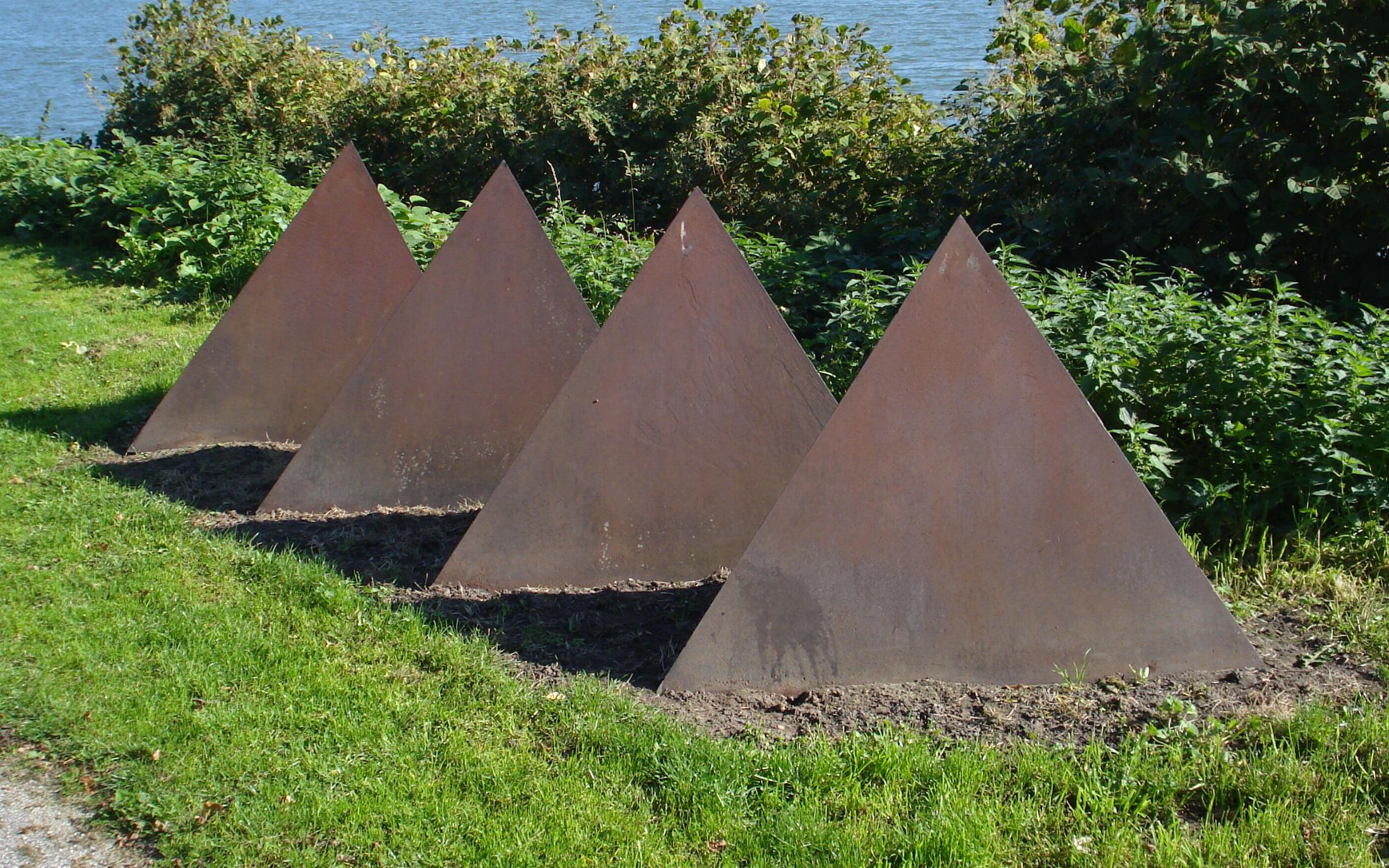
9 . Marry Teeuwen-de Jong: Gedeelde piramide
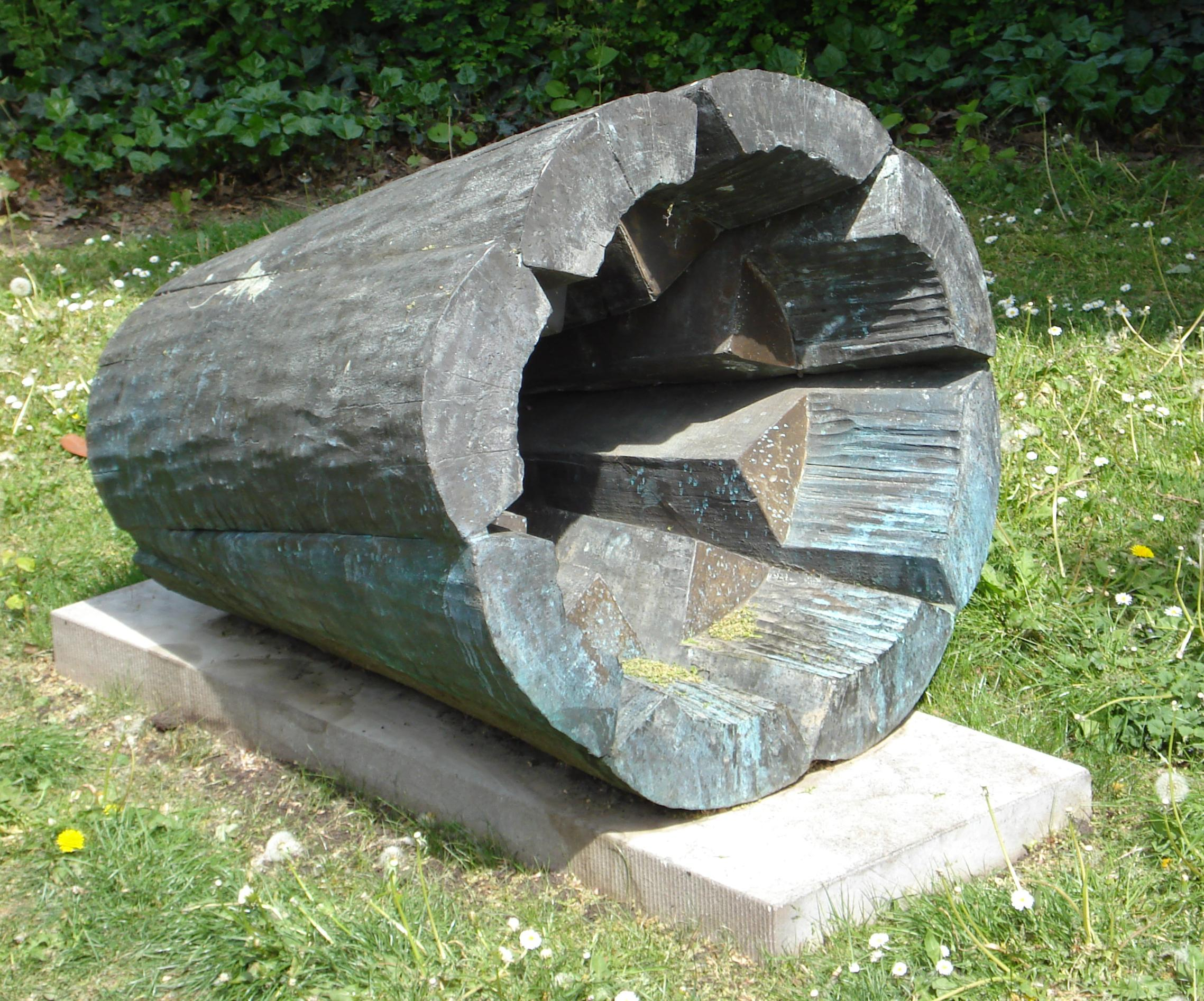
10 . Fredy E. Wubben: Binnenste buiten
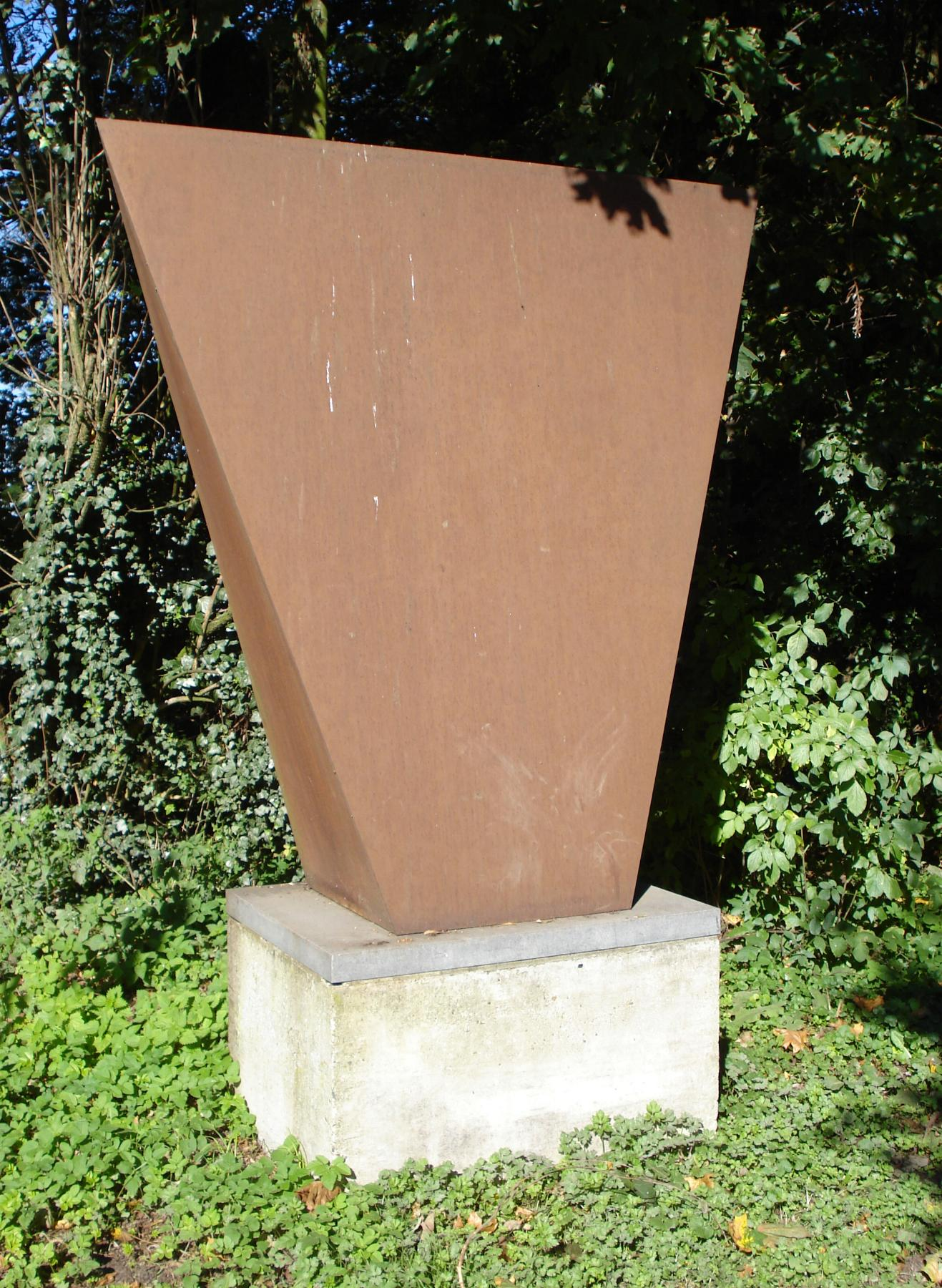
11 . Marry Teeuwen-de Jong: Wig
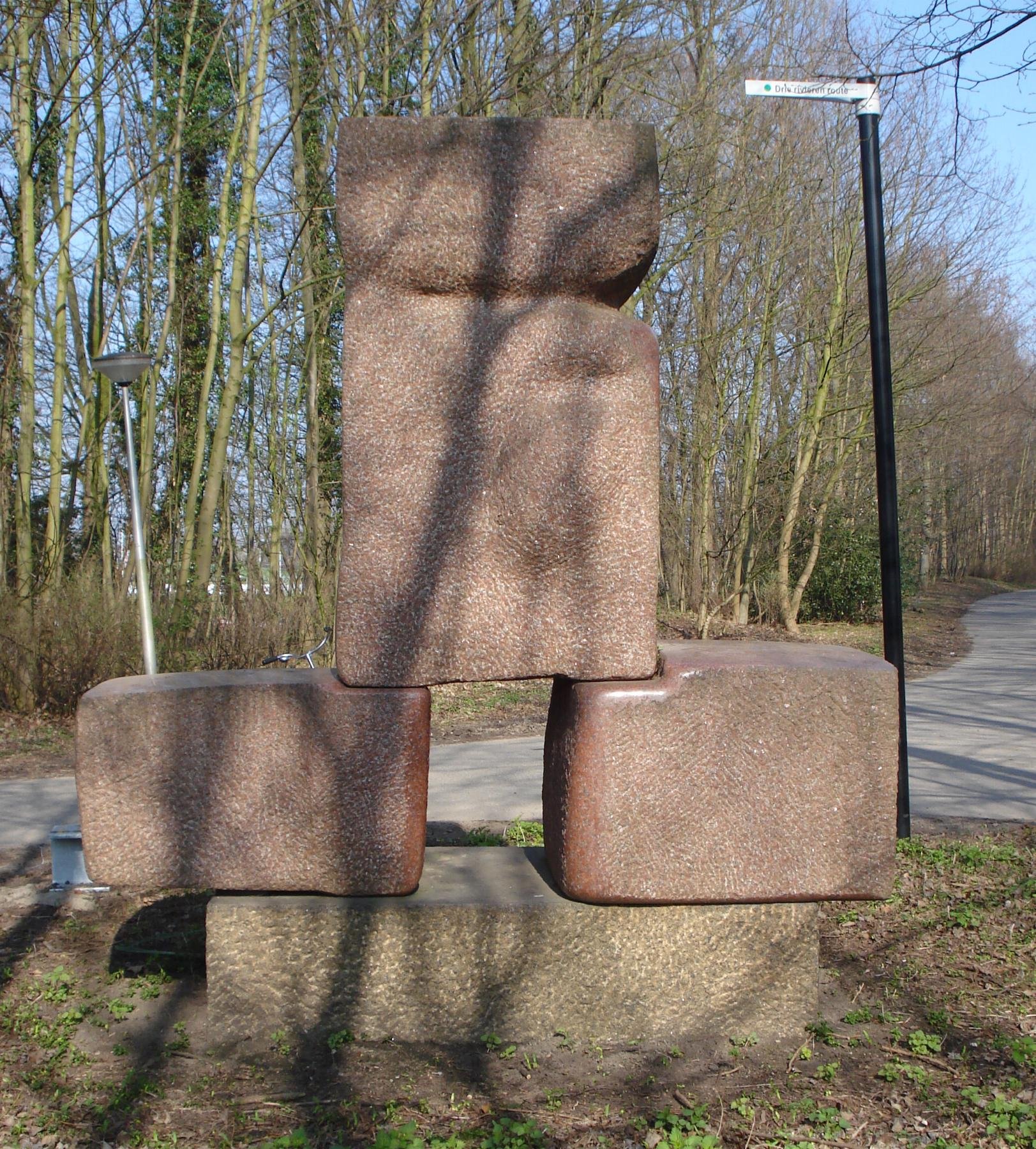
12 . Leo de Vries: Torso
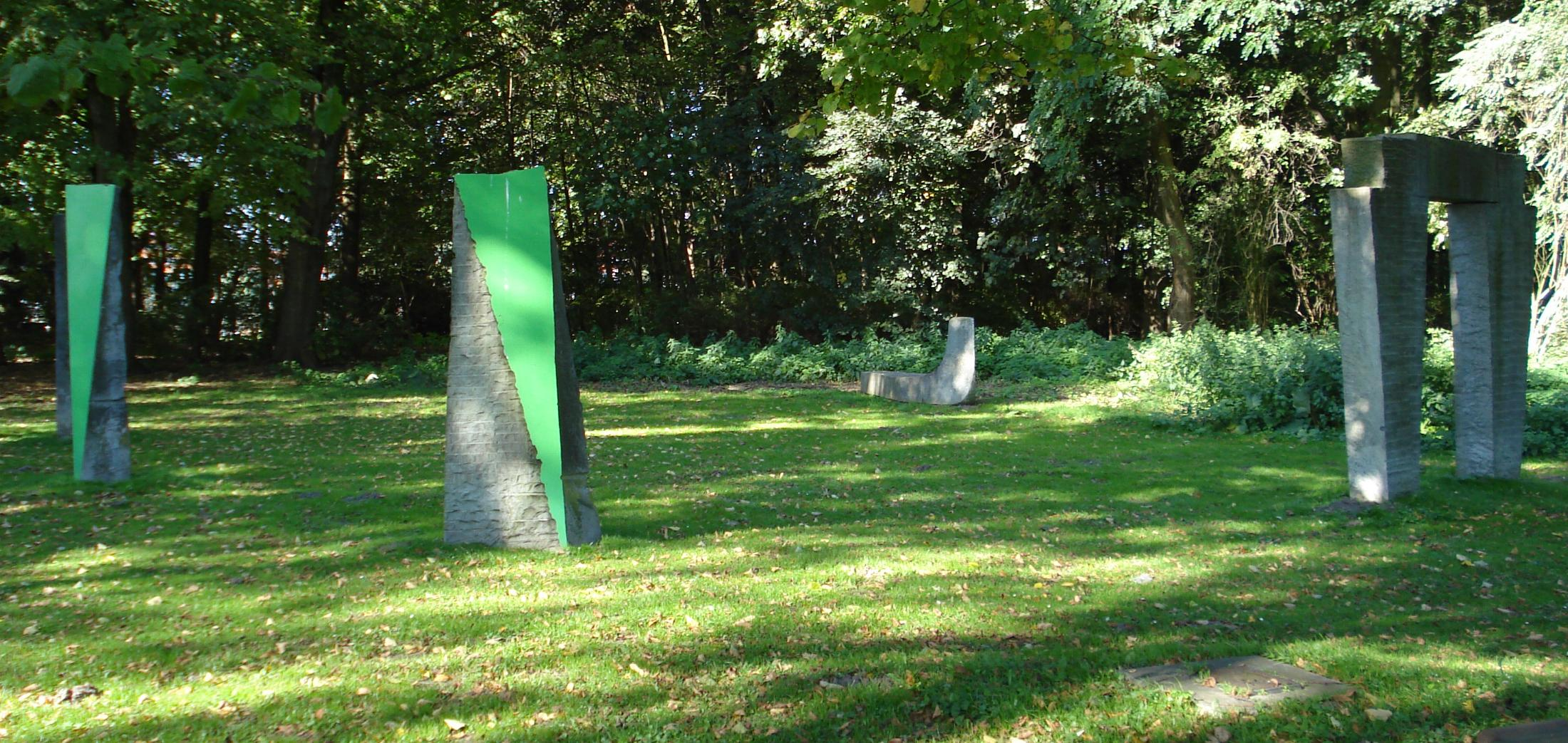
13 . Lukas Arons: Fragmenten
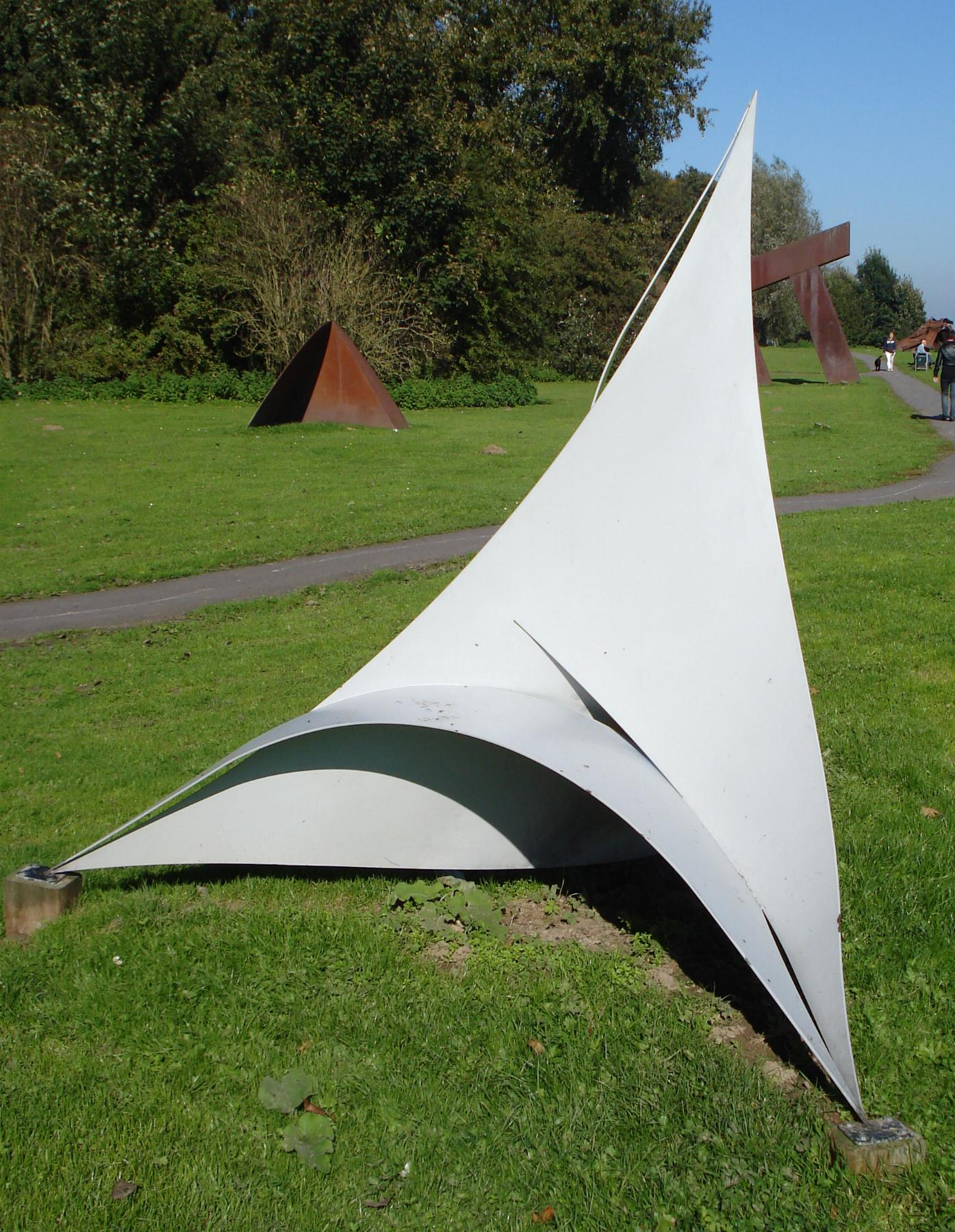
14 . Margot Zanstra: Triangular duplication
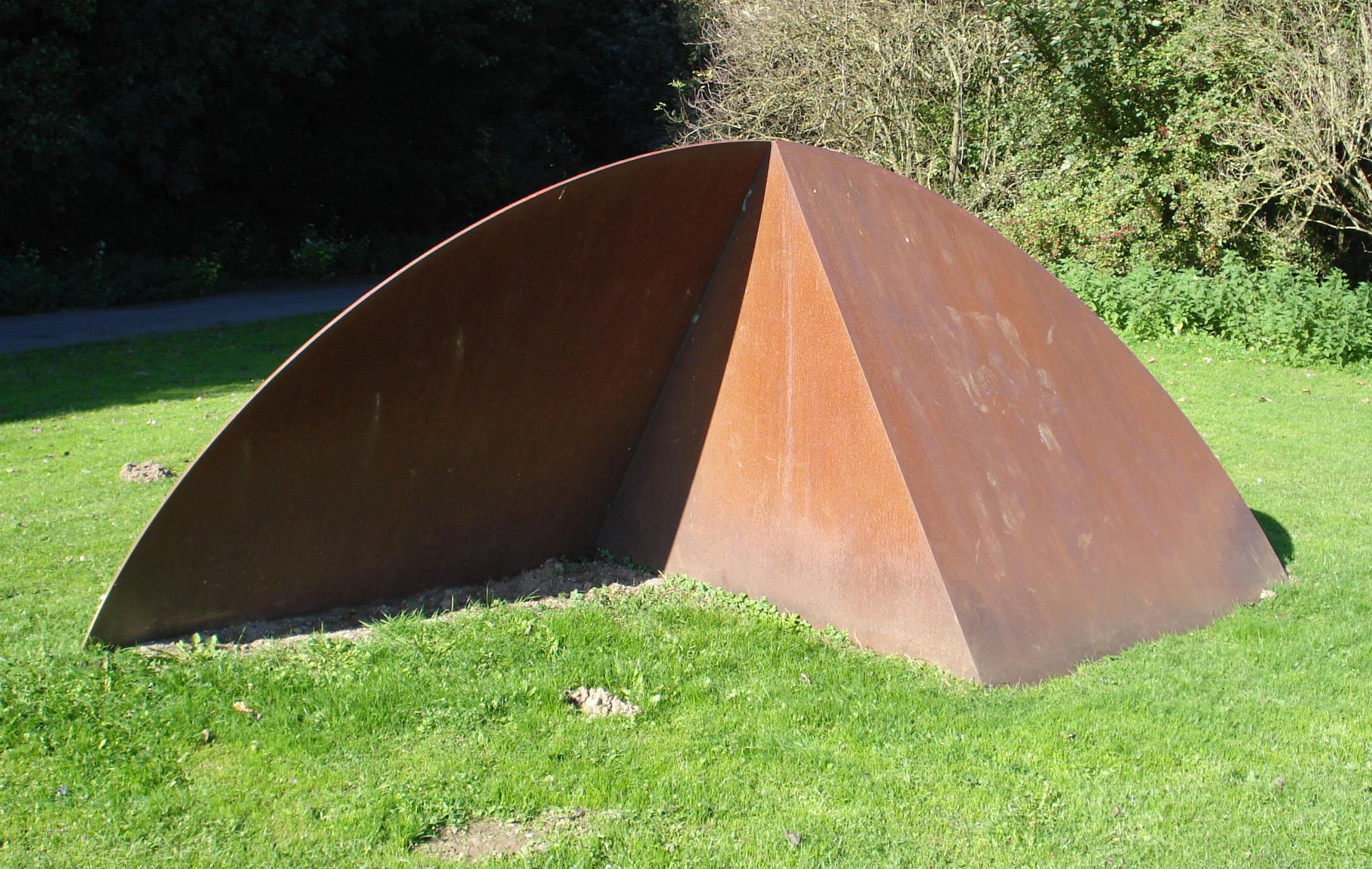
15 . Lucien den Arend: Gothic II
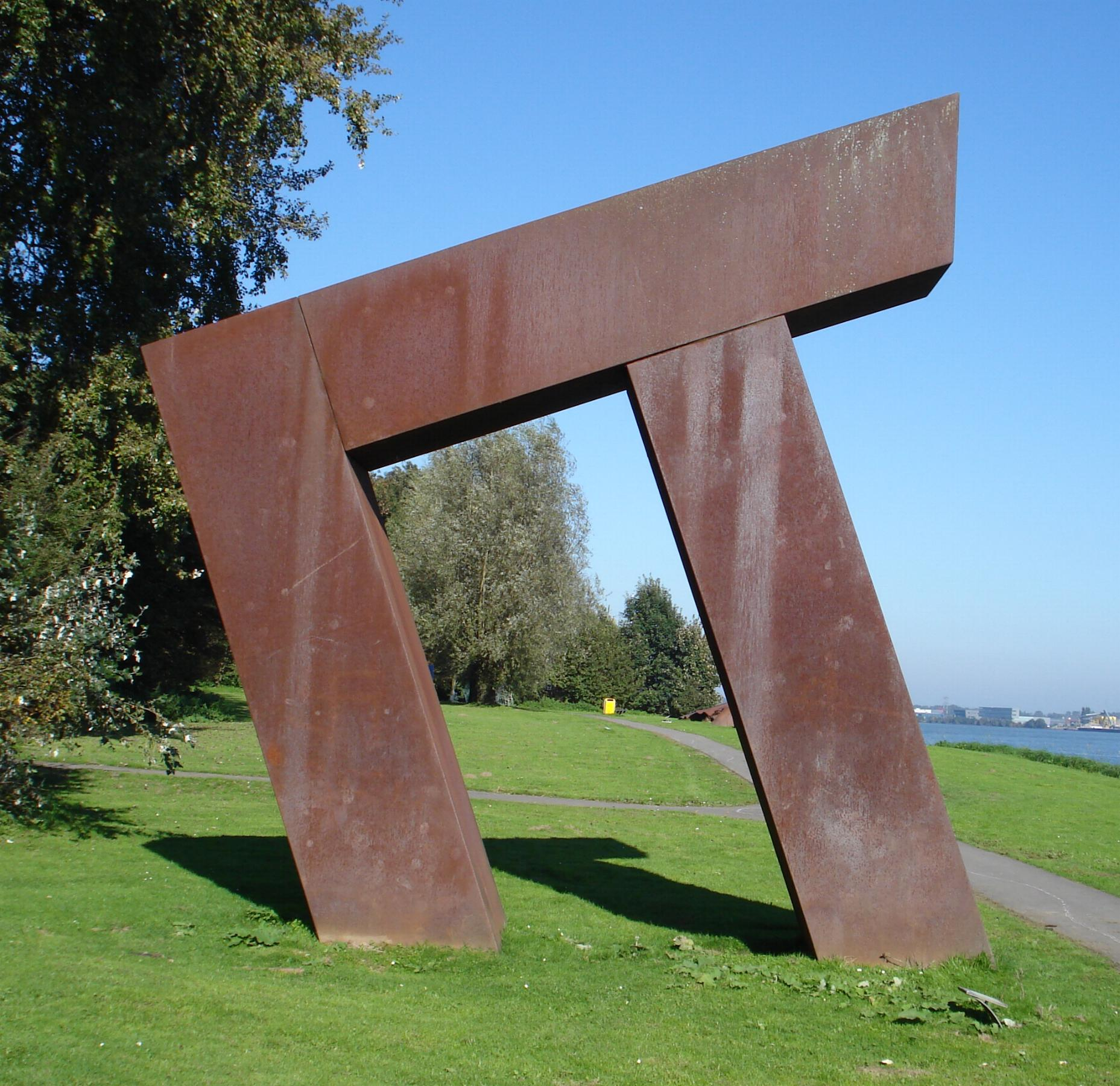
16 . Niko de Wit: zonder titel
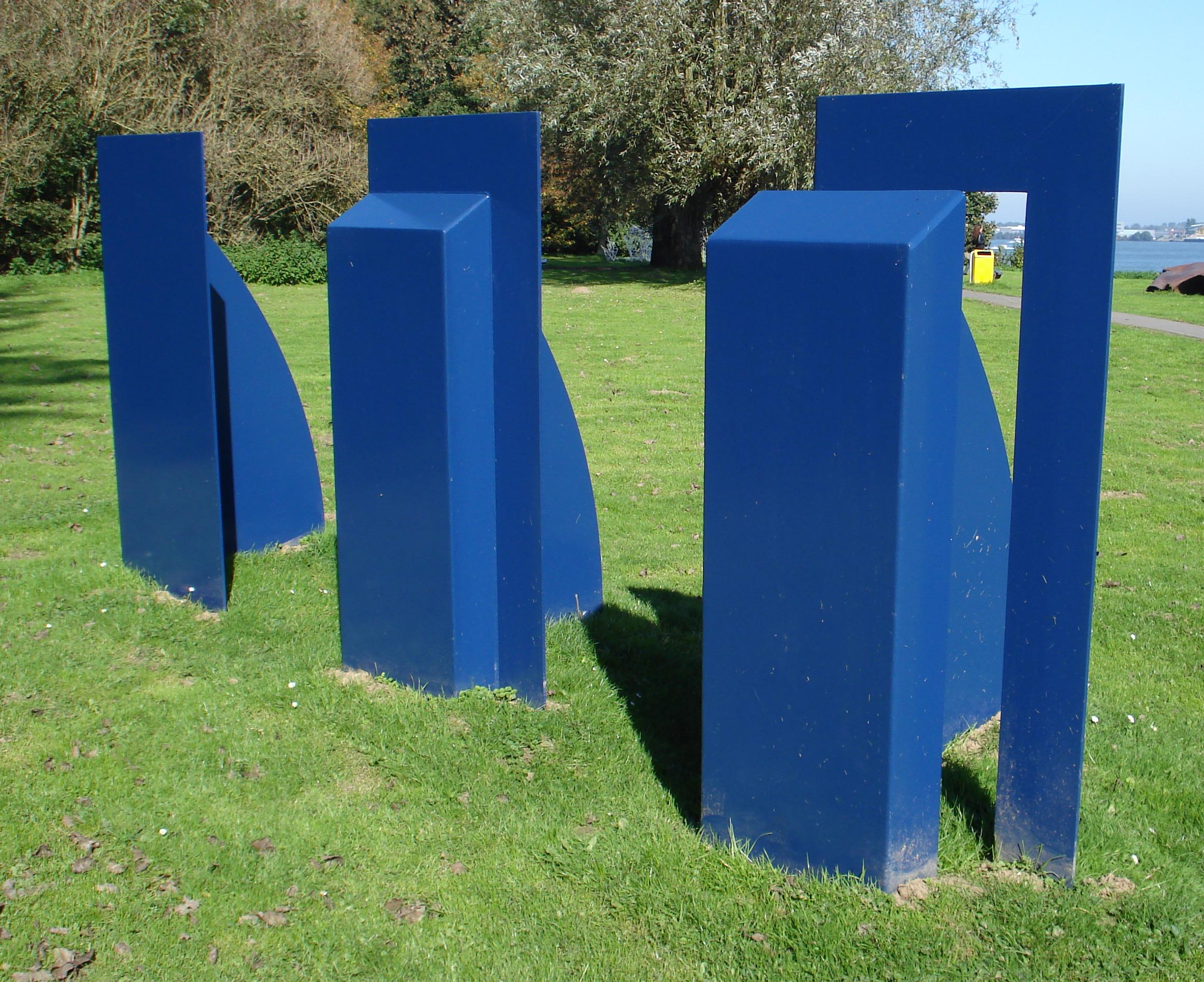
17 . Frits Vanèn: Existentie
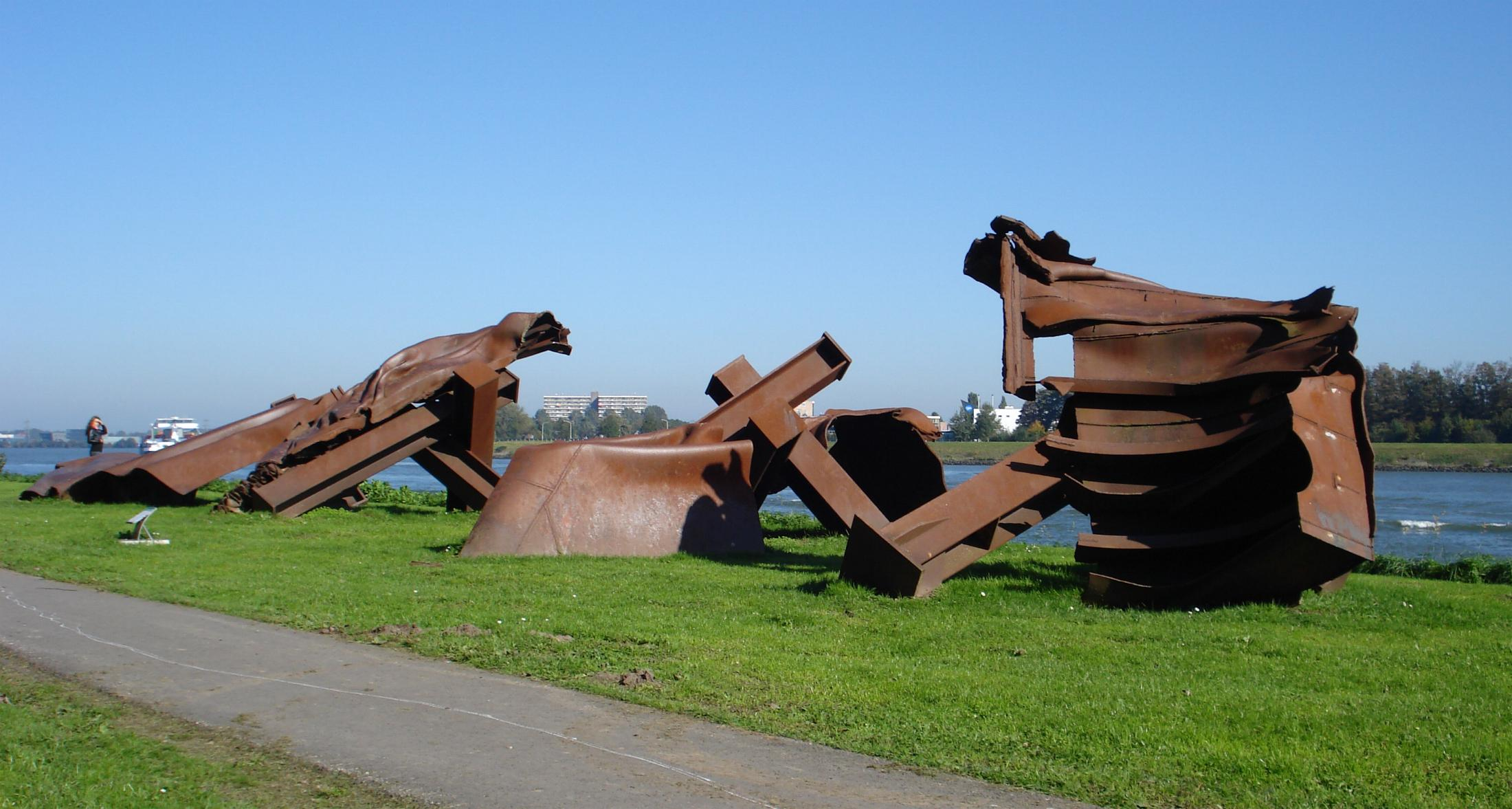
18 . Herbert Nouwens: 4 constructies voor een plek
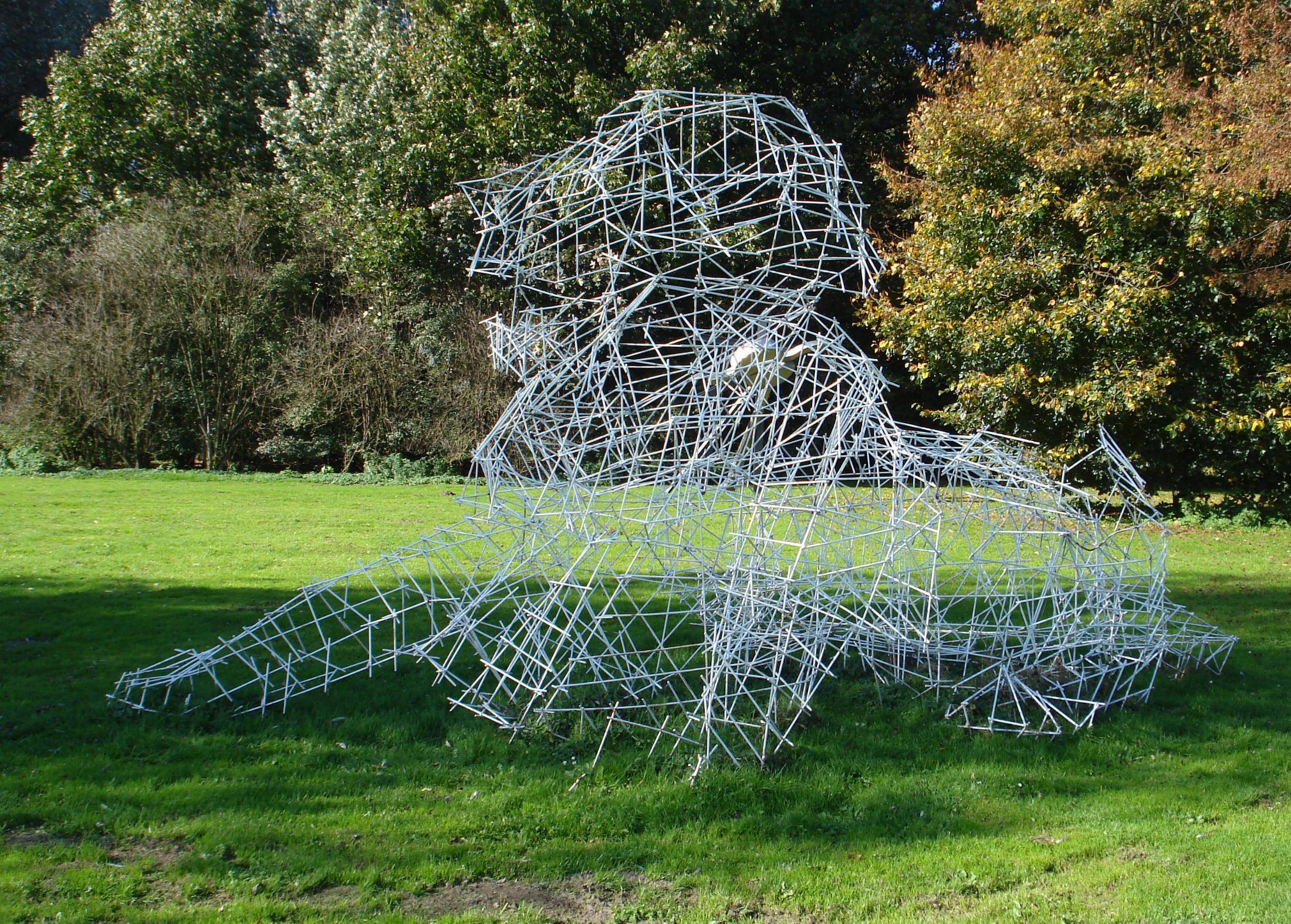
19 . Wieke Terpstra: De leeuw
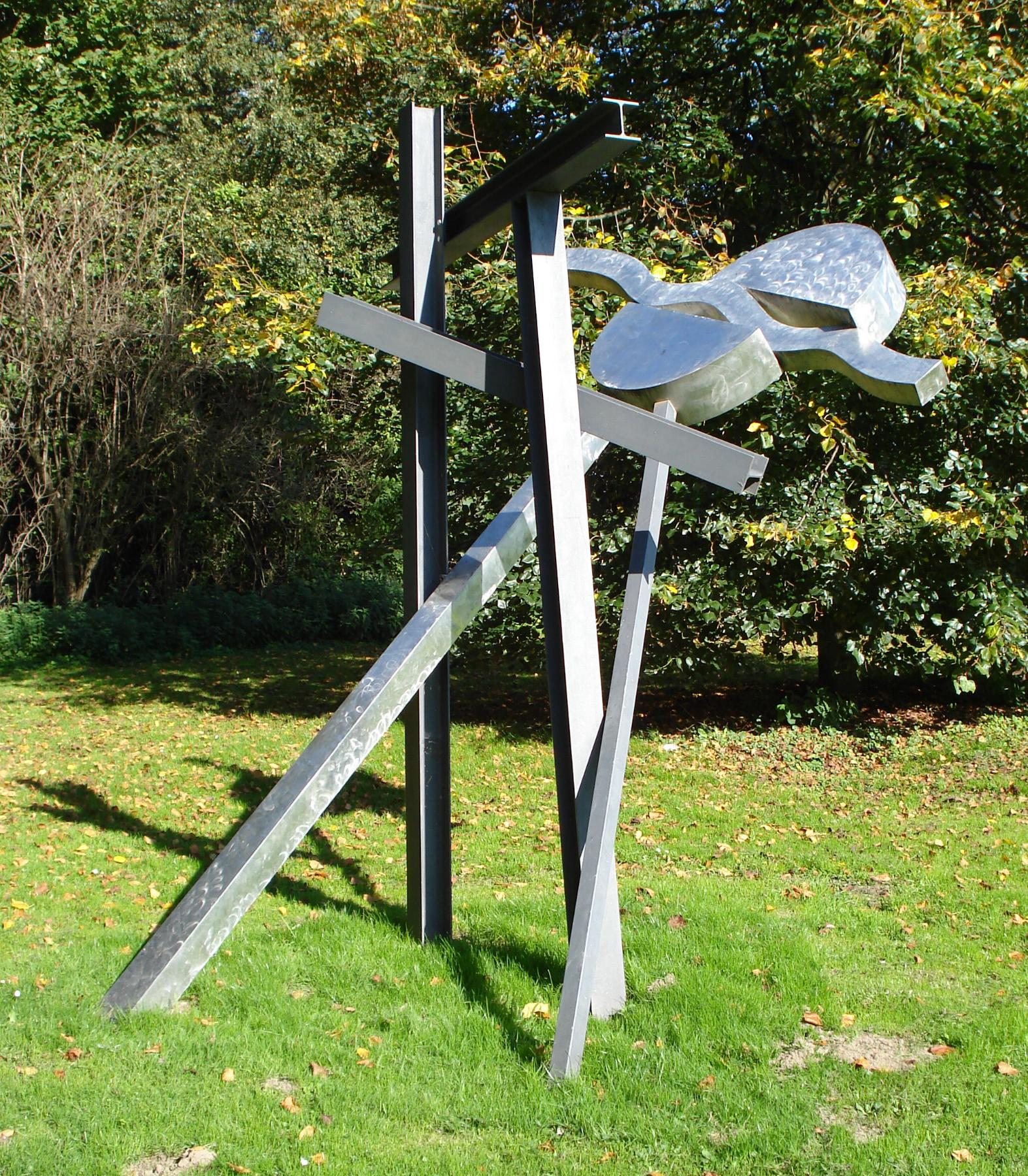
30 . Egidius Knops: Orion
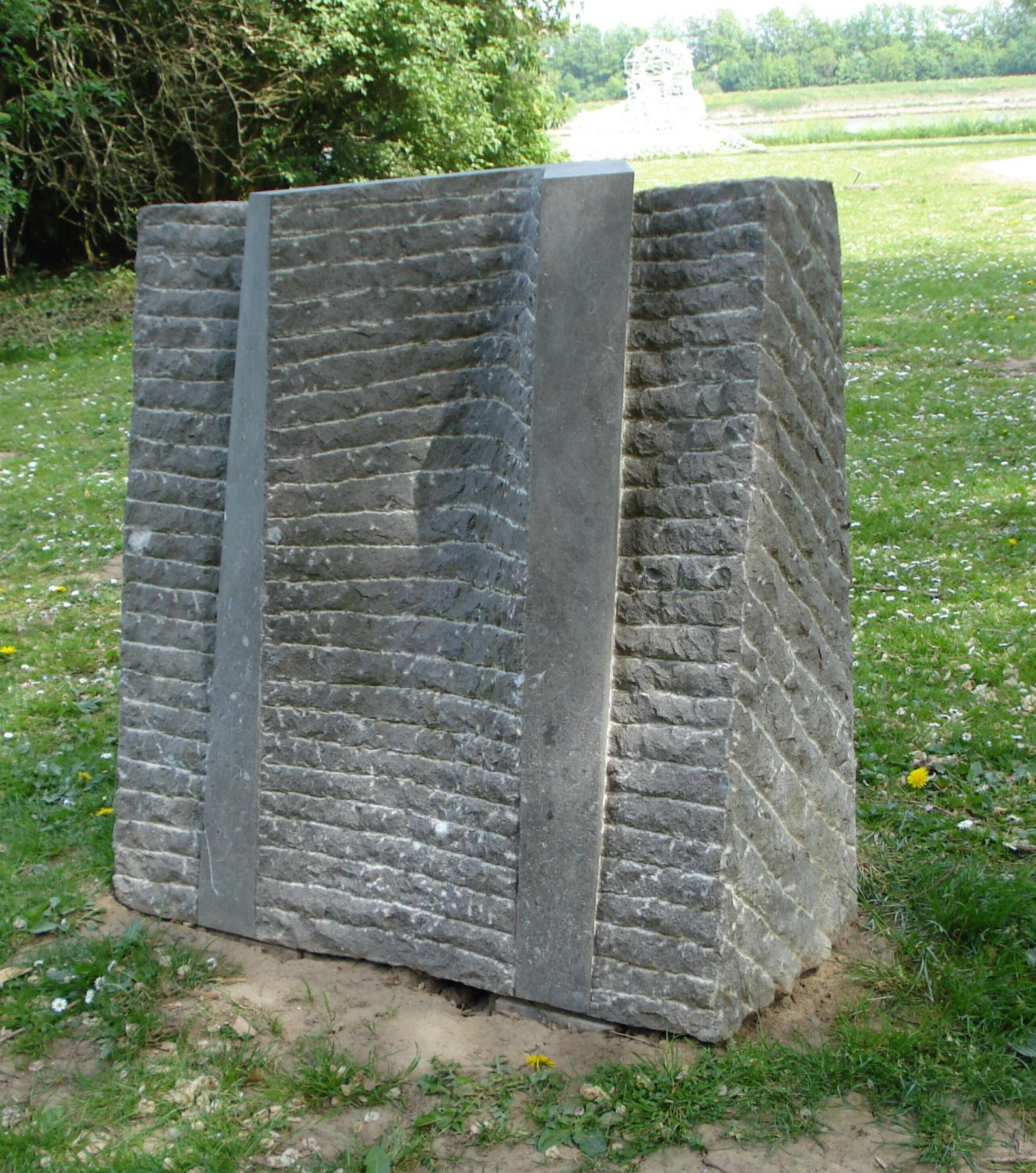
21 . Jan Timmer: Ontzet Vierkant
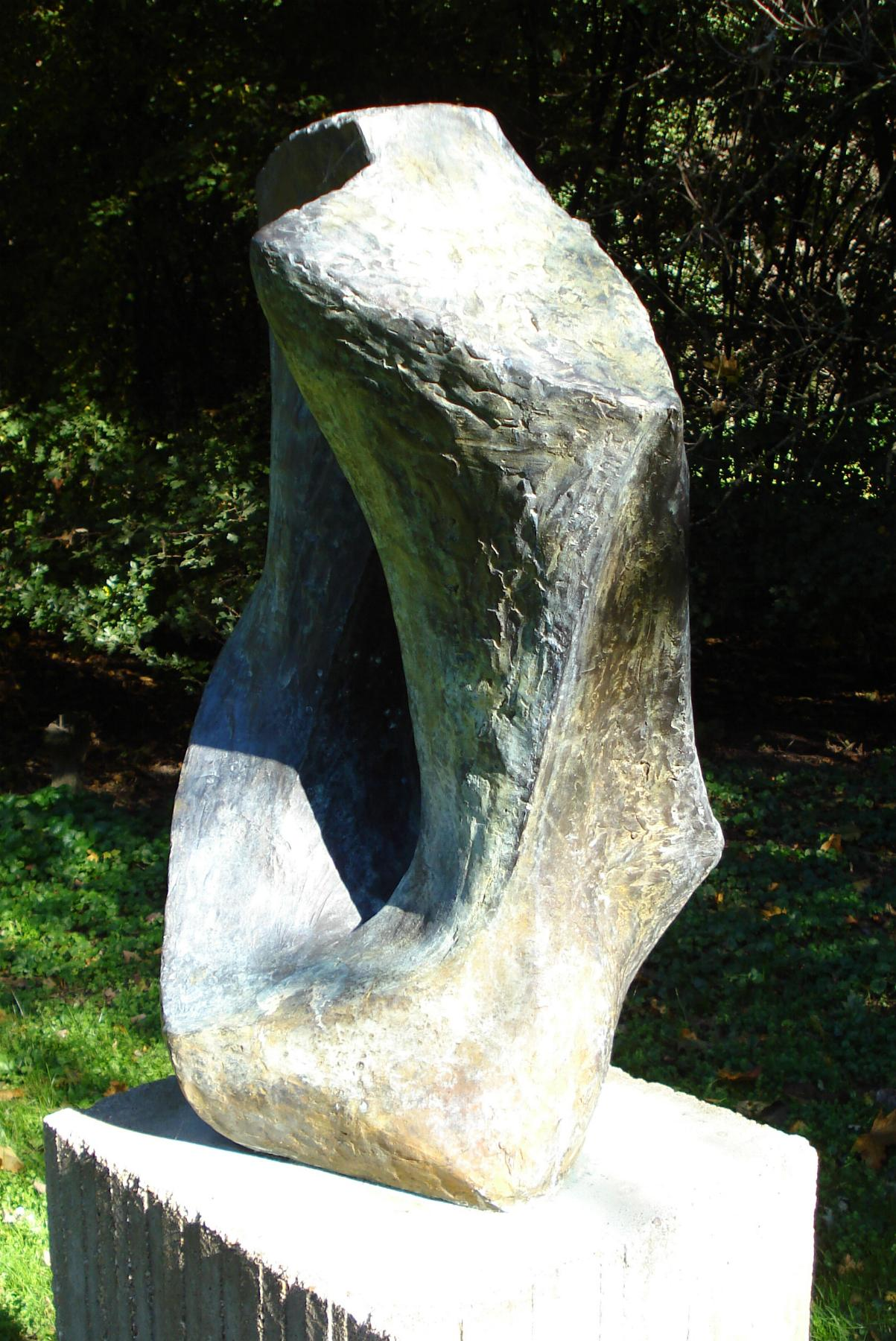
22 . Talking Stones: Ontwikkeling
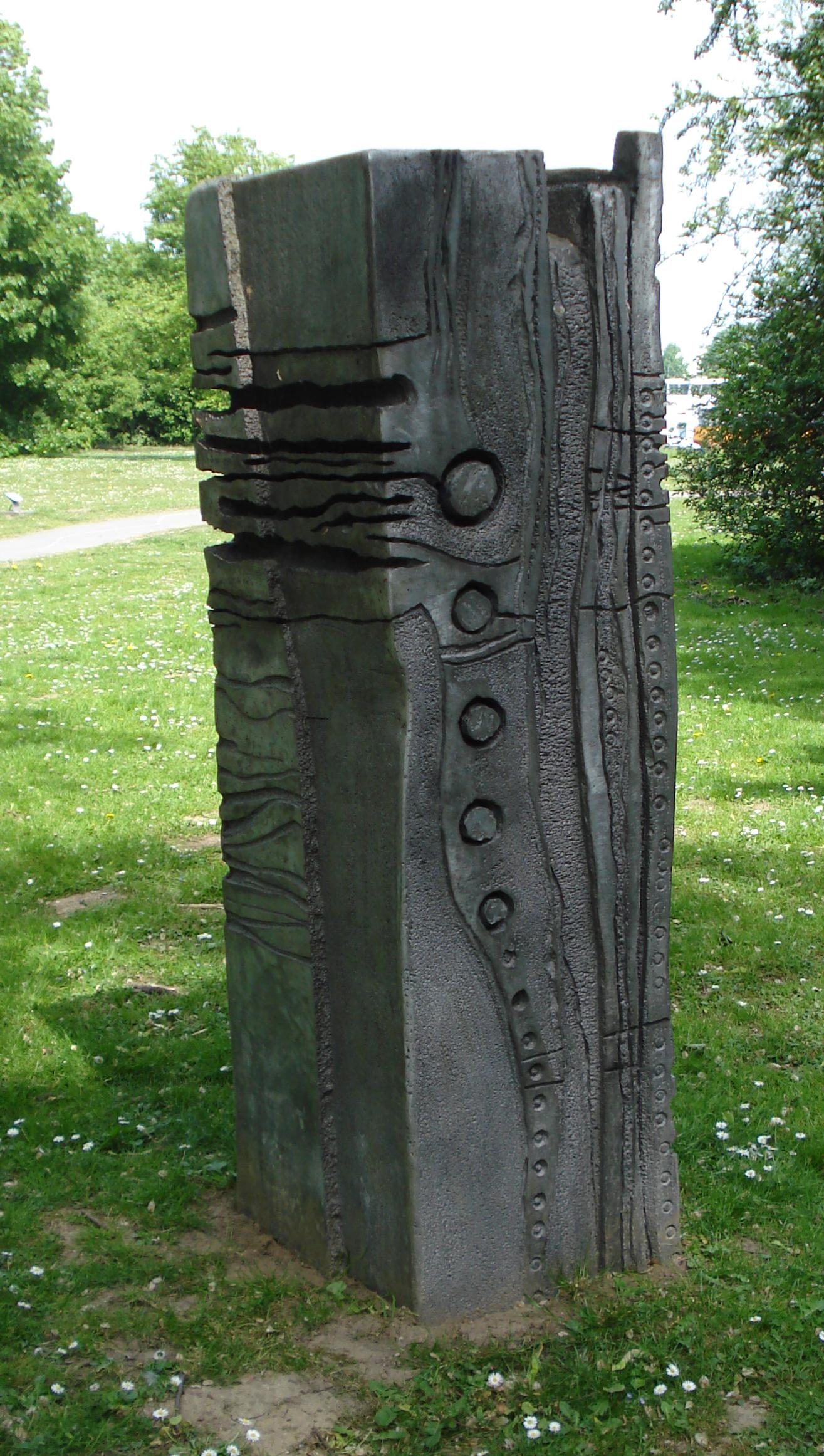
23 . Hedde Buijs: Groei
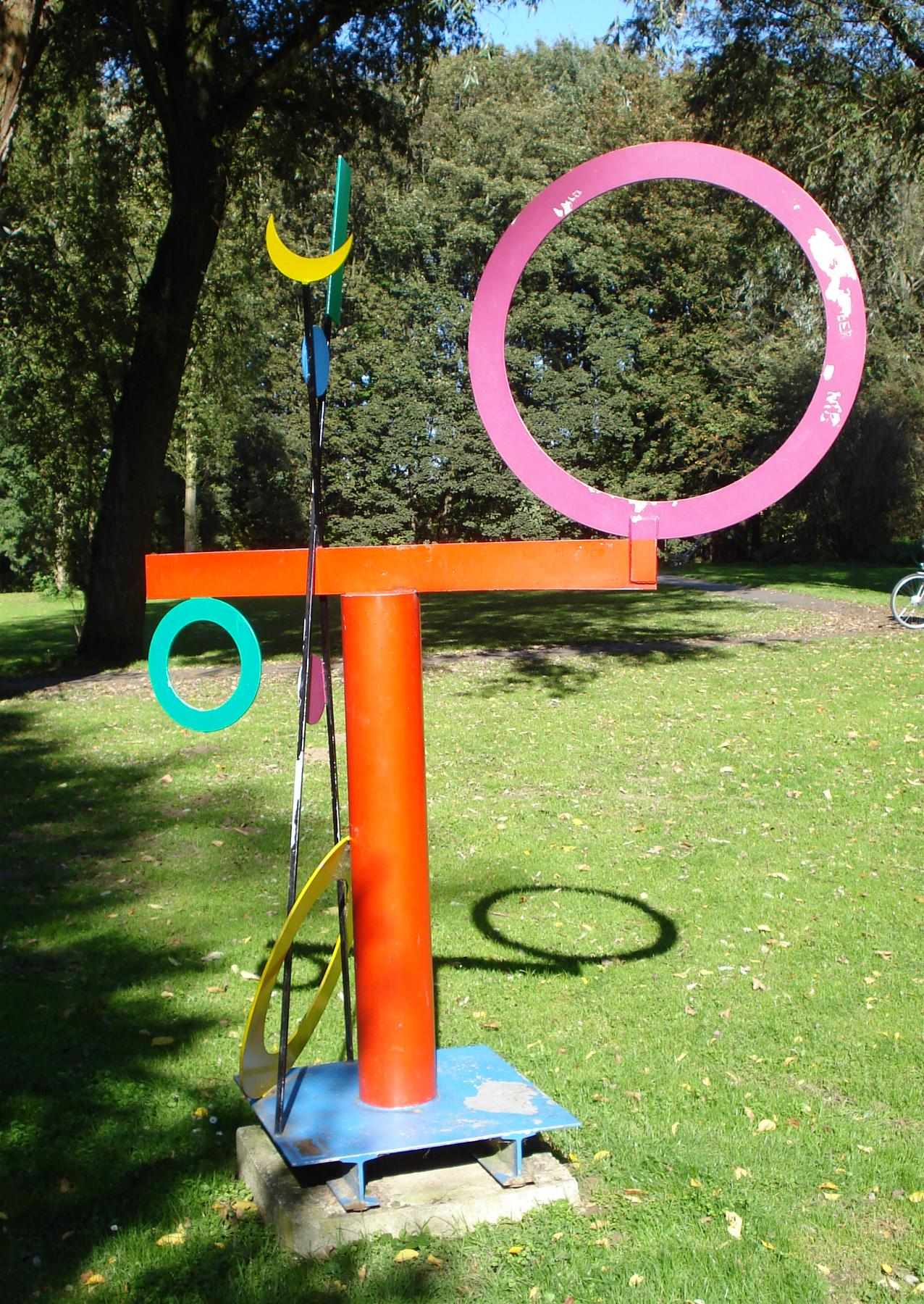
24 . Benbow Bollock: Tegenstrijdige meningen
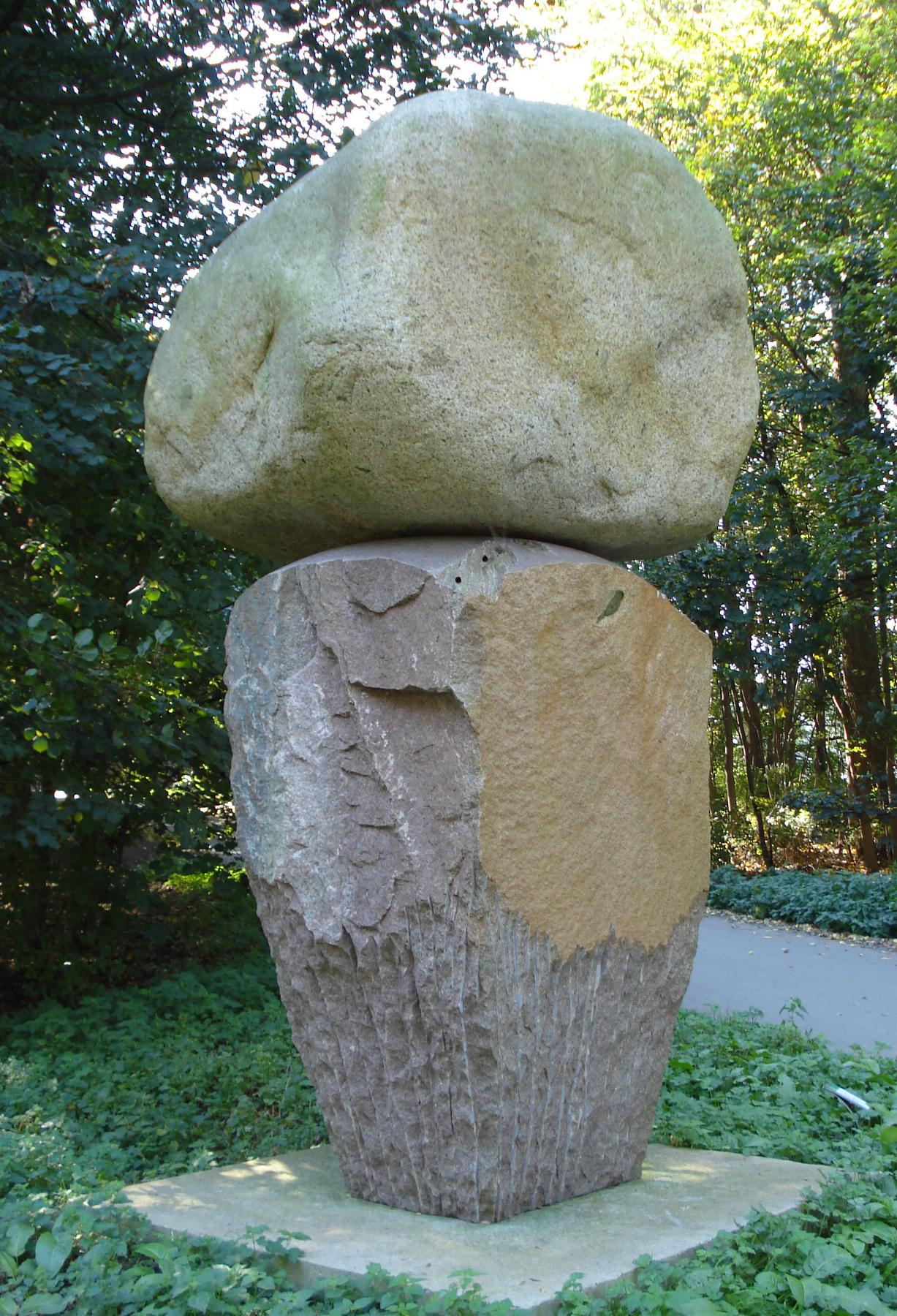
25 . Ton Kalle: So what
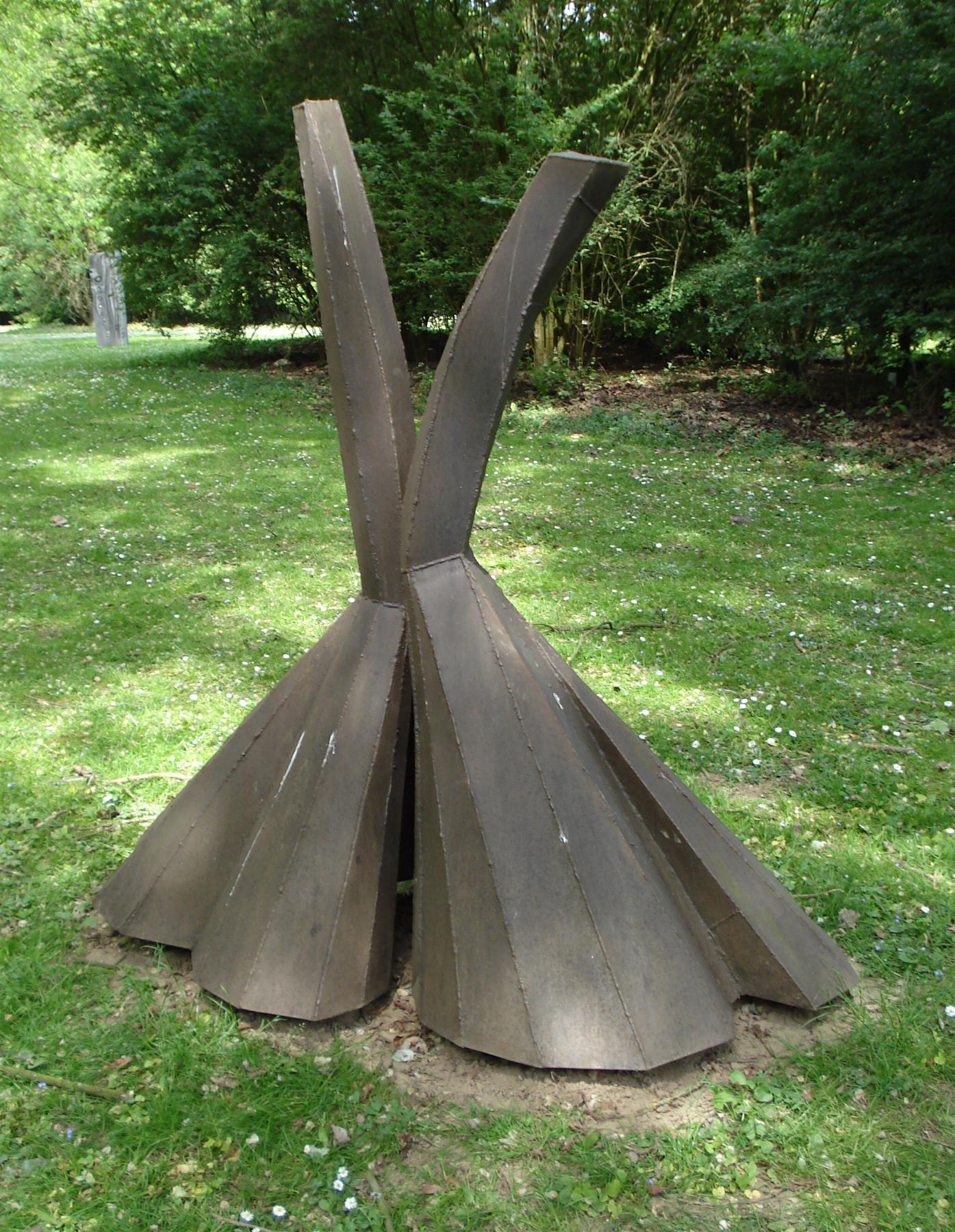
26 . Cor van Gulik: Jurk
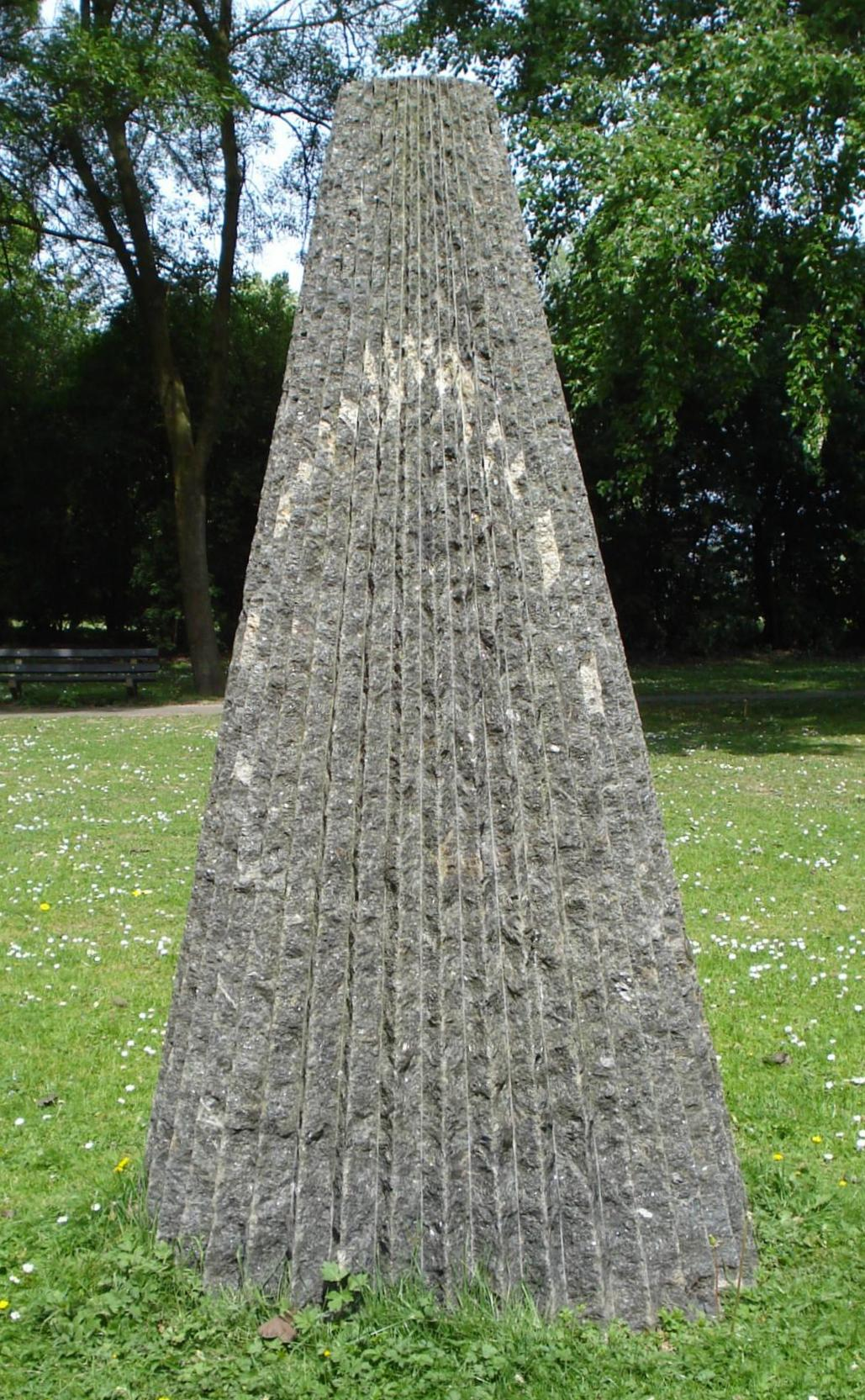
27 . Matti Peltokangas: Licht, schaduw, licht
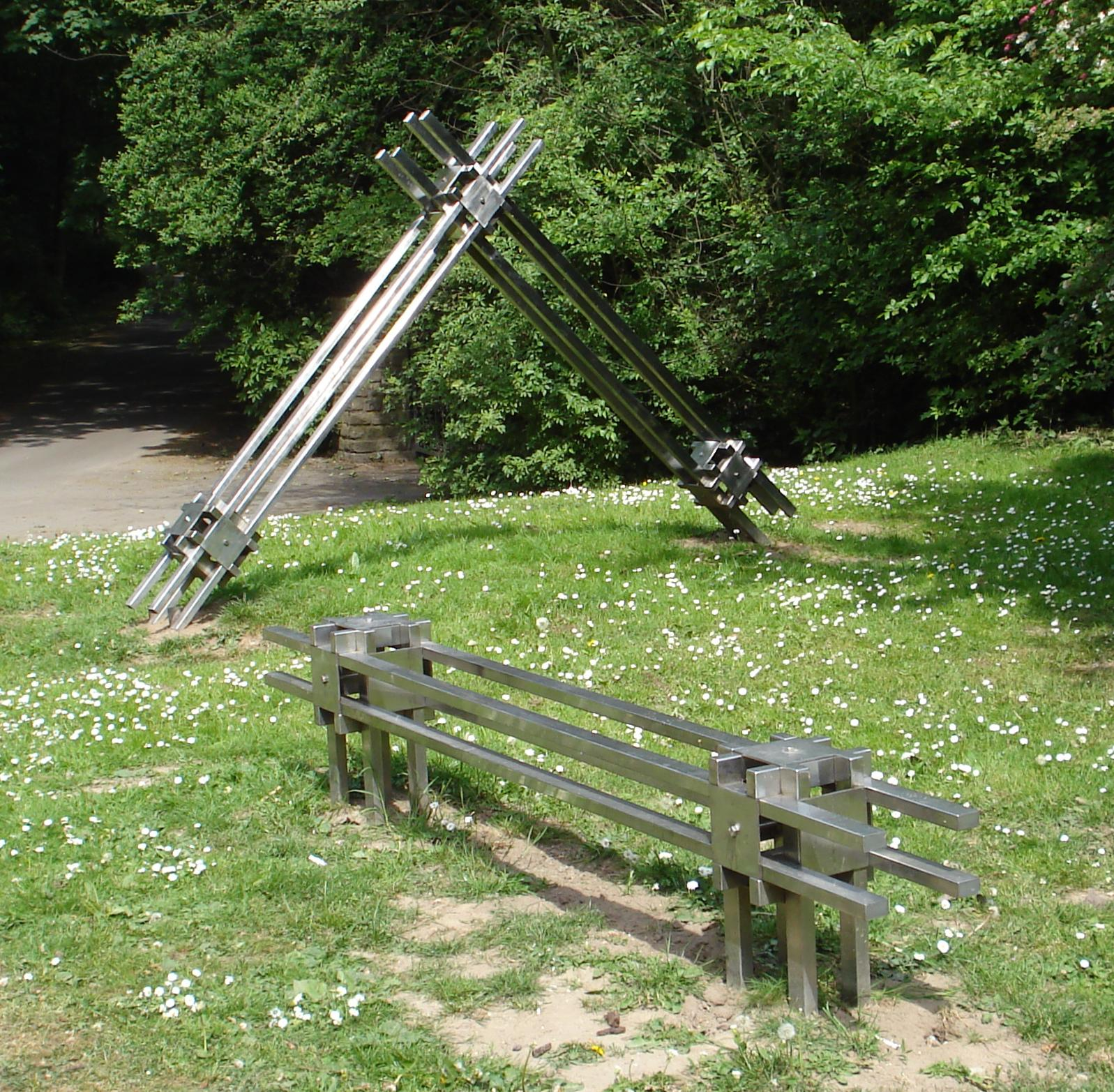
28 . Niels Lous: Elementaire richtingen
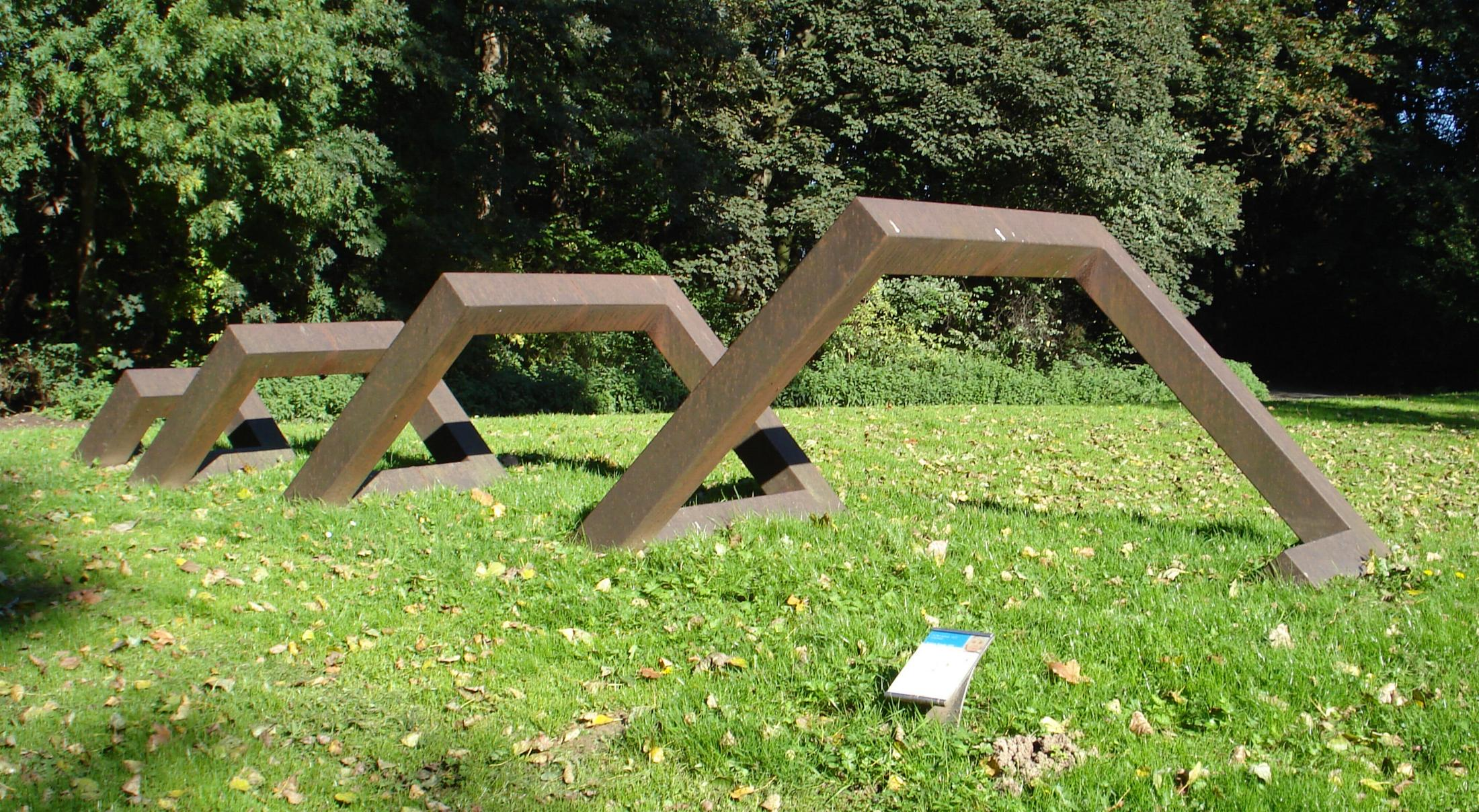
29 . Yvonne Kracht: Uit het vierkant
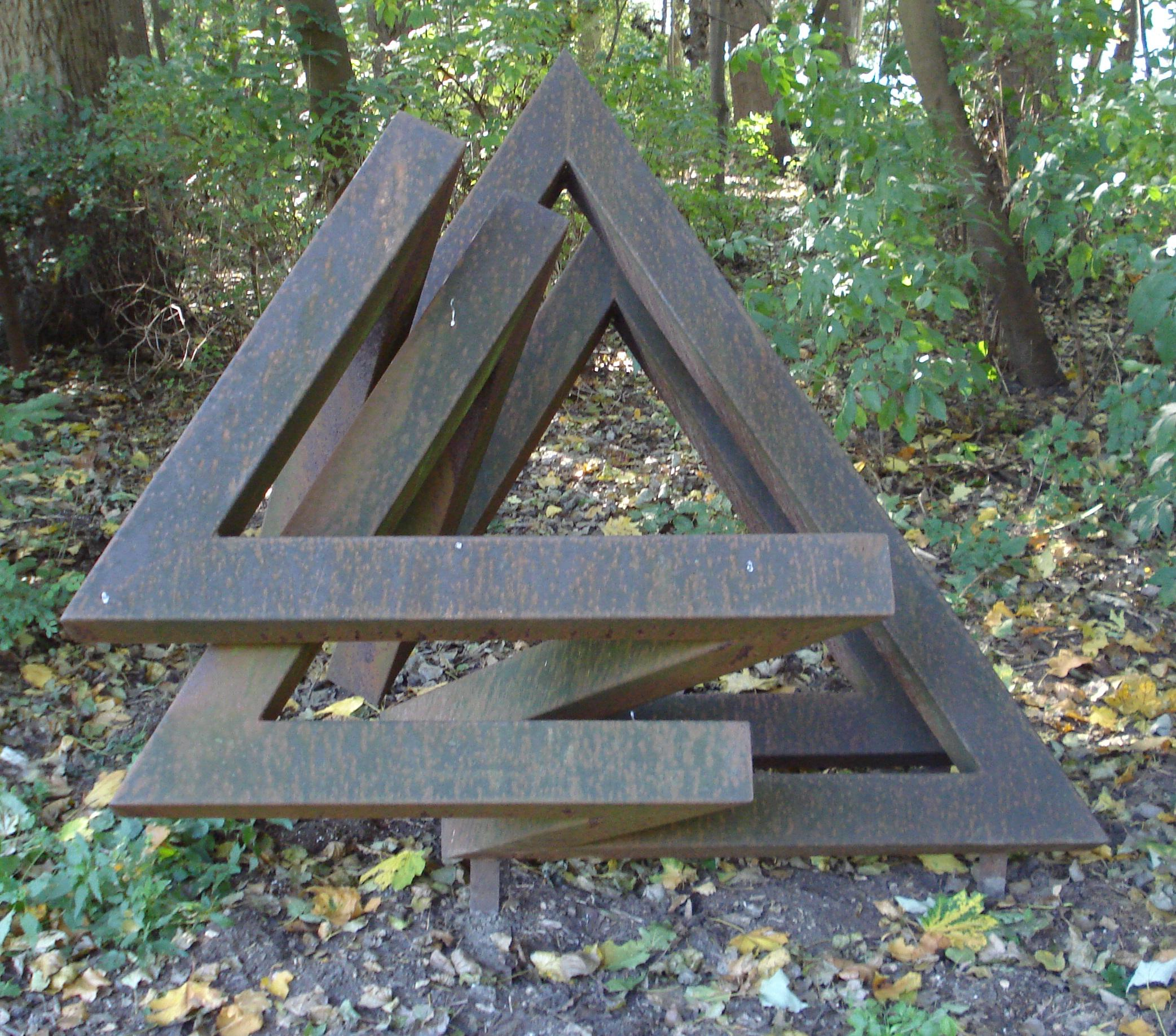
30 . Yvonne Kracht: Uit den driehoek
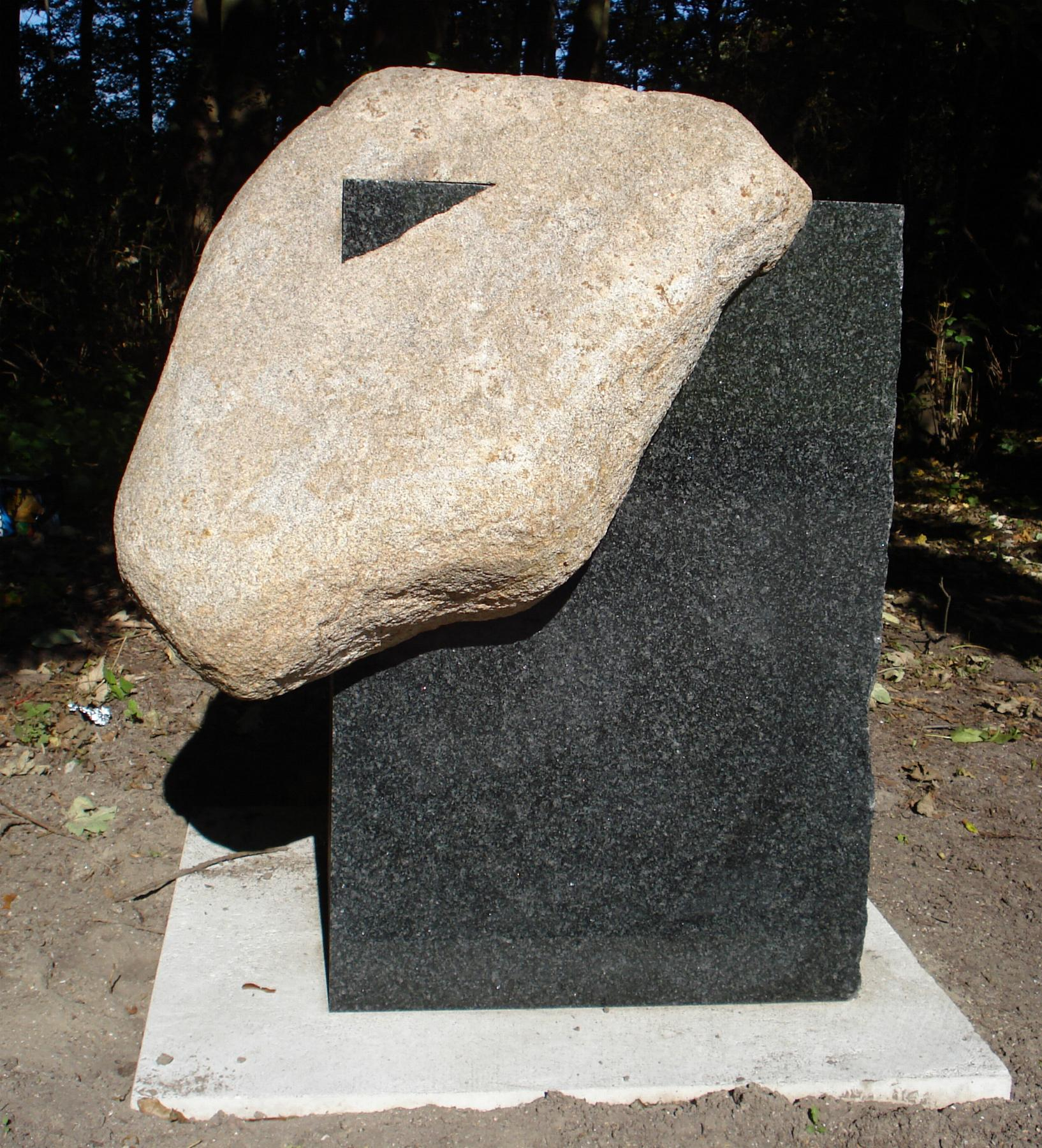
31 . Gerard Höweler: Doordringend
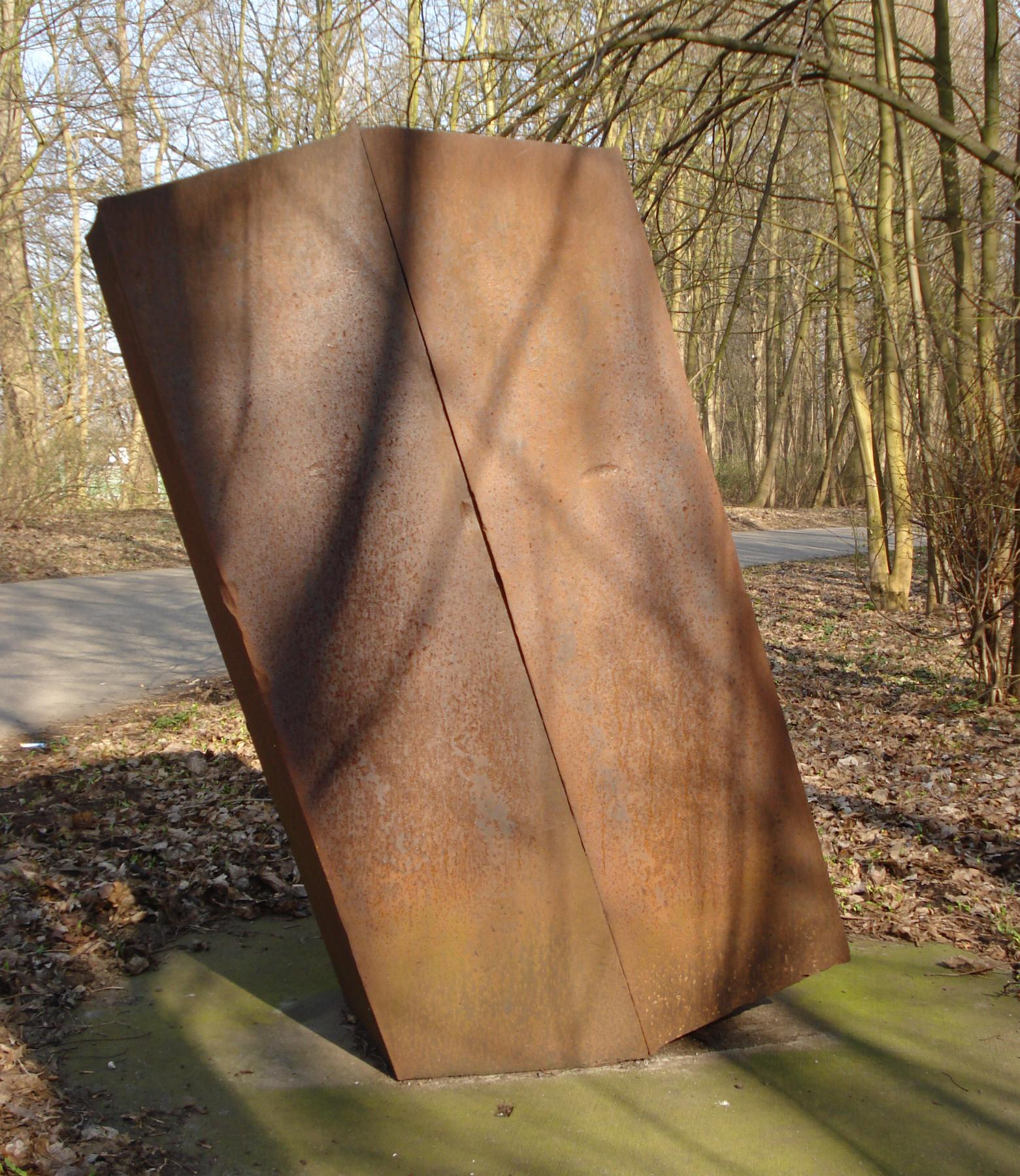
32 . Niko de Wit: Leunen, overhellen
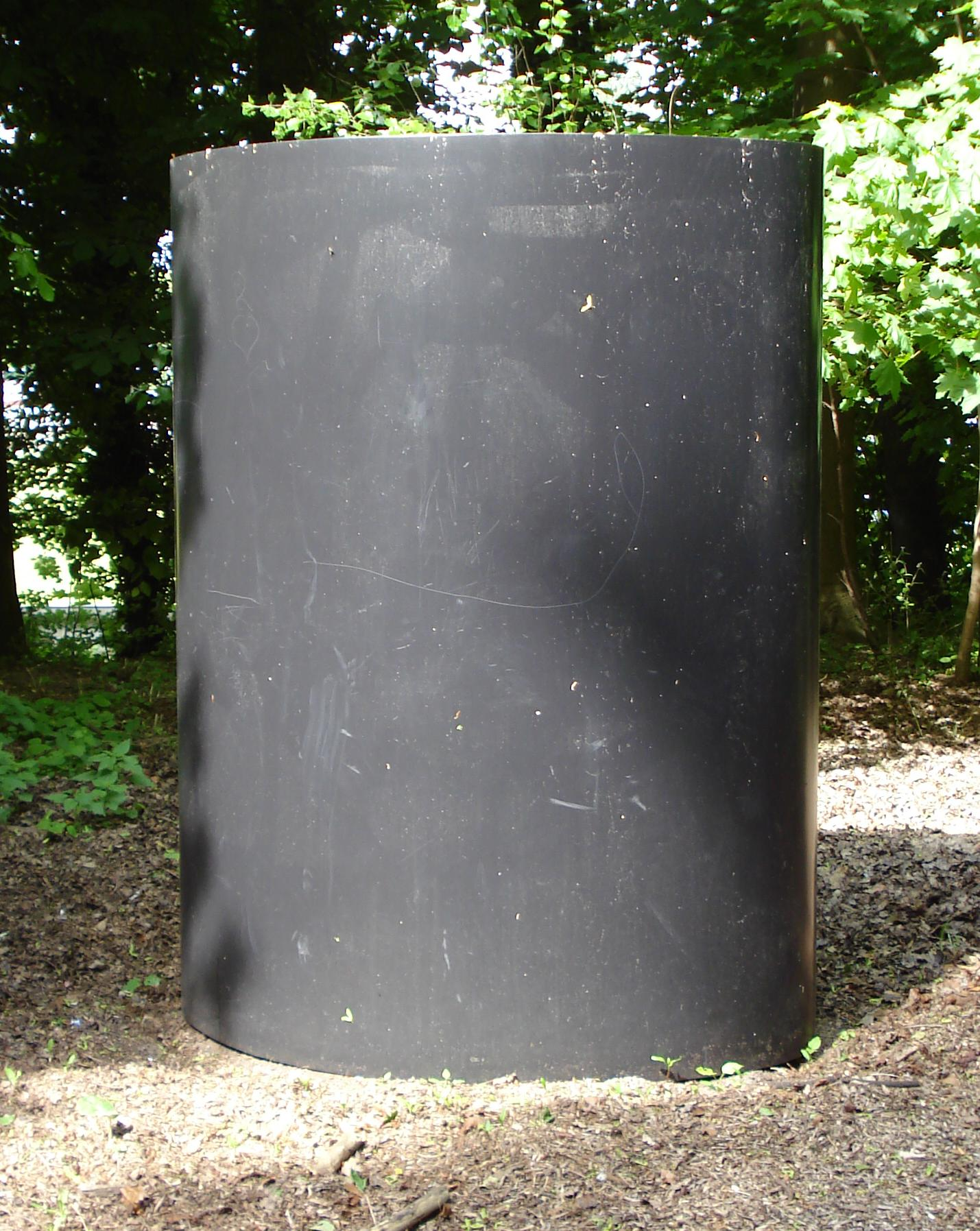
33 . Nina Goerres: Anything goes